# Extraliga czeska w piłce siatkowej mężczyzn (2024/2025)
ČEZ Extraliga w piłce siatkowej mężczyzn 2024/2025 (cz. ČEZ volejbalová extraliga mužů 2024/2025) − 33. sezon mistrzostw Czech w piłce siatkowej zorganizowany przez Czeski Związek Piłki Siatkowej (cz. Český volejbalový svaz, ČVS). Rozpoczął się 26 września 2024 roku i trwał do 4 maja 2025 roku.
W extralidze w sezonie 2024/2025 uczestniczyło 13 drużyn. Rozgrywki obejmowały fazę zasadniczą, fazę play-off oraz fazę play-down. W fazie zasadniczej zespoły rozegrały ze sobą po dwa mecze. Osiem najlepszych drużyn awansowało do fazy play-off. Faza play-off składała się z rundy wstępnej, ćwierćfinałów, meczów o miejsca 5-8, półfinałów, meczów o 3. miejsce i finałów. W fazie play-down zespoły grały o miejsca 9-12.
Po raz drugi mistrzem Czech została drużyna VK Lvi Praha, która w finałach fazy play-off pokonała VK ČEZ Karlovarsko. Trzecie miejsce zajął VK Jihostroj České Budějovice.
Tytularnym sponsorem extraligi było przedsiębiorstwo energetyczne ČEZ.

## System rozgrywek
Czeska extraliga w sezonie 2024/2025 składała się z fazy zasadniczej, fazy play-off oraz fazy play-down.

### Faza zasadnicza
W fazie zasadniczej 13 drużyn rozegrało ze sobą po dwa spotkania systemem kołowym (mecz u siebie i rewanż na wyjeździe). Do fazy play-off awansowało 10 najlepszych drużyn, z tym że zespoły z miejsc 1-6 fazę play-off rozpoczęły od ćwierćfinałów, natomiast te z miejsc 7-10 rywalizowały w rundzie wstępnej. Drużyny, które fazę zasadniczą zakończyły na pozycjach 11-12, grały w fazie play-down o miejsca 9-12. Zespół, który zajął 13. miejsce, trafił do baraży.

### Faza play-off
Faza play-off składała się z rundy wstępnej, ćwierćfinałów, meczów o miejsca 5-8, półfinałów, meczów o 3. miejsce i finałów.
Runda wstępna

W rundzie wstępnej uczestniczyły drużyny, które w fazie zasadniczej zajęły miejsca 7-10. Pary w rundzie wstępnej powstały według klucza:
- para 1: 7-10;
- para 2: 8-9.

Rywalizacja toczyła się do dwóch zwycięstw ze zmianą gospodarza po każdym meczu. Gospodarzami pierwszych spotkań były zespoły, które w fazie zasadniczej zajęły wyższe miejsce. Zwycięzcy w parach awansowali do ćwierćfinałów, natomiast przegrani trafili do fazy play-down i grali o miejsca 9-12.
Ćwierćfinały

W ćwierćfinałach uczestniczyły drużyny, które w fazie zasadniczej zajęły miejsca 1-6, oraz wygrani w parach rundy wstępnej. Drużyny, które awansowały z rundy wstępnej, zostały rozstawione z numerami 7 i 8 na podstawie miejsc zajętych w fazie zasadniczej. Ćwierćfinałowe pary powstały według klucza:
- para 1: 1-8;
- para 2: 2-7;
- para 3: 3-6;
- para 4: 4-5.

Rywalizacja toczyła się do trzech zwycięstw ze zmianą gospodarza po każdym meczu. Gospodarzami pierwszych spotkań były zespoły, które w fazie zasadniczej zajęły wyższe miejsce. Zwycięzcy w parach awansowali do półfinałów, natomiast przegrani grali o miejsca 5-8.
Mecze o miejsca 5-8

W meczach o miejsca 5-8 uczestniczyły zespoły, które odpadły w ćwierćfinale fazy play-off. Półfinałowe pary o miejsca 5-8 powstały na podstawie miejsc z fazy zasadniczej, tj. pierwszą parę utworzyły: drużyna, która w fazie zasadniczej zajęła najwyższe miejsce, oraz ta, która zajęła najniższe miejsce, drugą parę – dwa pozostałe zespoły. Zwycięzcy w parach półfinałowych grali o 5. miejsce, natomiast przegrani o 7. miejsce.
We wszystkich rundach tej fazy rozgrywek rywalizacja toczyła się w formule dwumeczów. O zwycięstwie w dwumeczu decydowała liczba zdobytych punktów. Za zwycięstwo 3:0 lub 3:1 drużyna otrzymywała 3 punkty, za zwycięstwo 3:2 – 2 punkty, za porażkę 2:3 – 1 punkt, natomiast za porażkę 1:3 lub 0:3 – 0 punktów. Jeżeli po rozegraniu dwumeczu obie drużyny miały taką samą liczbę punktów, rozgrywany był tzw. złoty set do 15 punktów z konieczną przewagą dwóch punktów jednej z drużyn. Gospodarzem pierwszego spotkania w parze był zespół, który w fazie zasadniczej zajął wyższe miejsce.
Półfinały

Półfinałowe pary powstały na podstawie miejsc z fazy zasadniczej, tj. pierwszą parę utworzyły: drużyna, która w fazie zasadniczej zajęła najwyższe miejsce, oraz ta, która zajęła najniższe miejsce, drugą parę – dwa pozostałe zespoły. Rywalizacja toczyła się do trzech zwycięstw ze zmianą gospodarza po każdym meczu. Gospodarzami pierwszych spotkań były zespoły, które w fazie zasadniczej zajęły wyższe miejsce. Zwycięzcy w parach awansowali do finału, natomiast przegrani rywalizowali o 3. miejsce.
Mecze o 3. miejsce

Rywalizacja o 3. miejsce toczyła się do dwóch zwycięstw ze zmianą gospodarza po każdym meczu. Gospodarzem pierwszego spotkania był zespół, który w fazie zasadniczej zajął wyższe miejsce.
Finały

W finałach rywalizacja toczyła się do trzech zwycięstw ze zmianą gospodarza po każdym meczu. Gospodarzem pierwszego spotkania był zespół, który w fazie zasadniczej zajął wyższe miejsce. Zwycięzca finałów został mistrzem Czech.

### Faza play-down
W fazie play-down drużyny grały o miejsca 9-12. W tej fazie uczestniczyły zespoły, które w fazie zasadniczej zajęły miejsca 11-12, oraz przegrani w parach rundy wstępnej fazy play-off. Półfinałowe pary o miejsca 9-12 powstały na podstawie miejsc z fazy zasadniczej, tj. pierwszą parę utworzyły: drużyna, która w fazie zasadniczej zajęła najwyższe miejsce, oraz ta, która zajęła najniższe miejsce, drugą parę – dwa pozostałe zespoły. Zwycięzcy w parach półfinałowych grali o 9. miejsce, natomiast przegrani o 11. miejsce. W tej fazie rozgrywek rywalizacja toczyła się na zasadach analogicznych co w meczach o miejsca 5-8.

### Baraże
W barażach uczestniczyli: zespół, który w fazie zasadniczej extraligi zajął 13. miejsce, oraz mistrz I ligi. Rywalizacja toczyła się do trzech wygranych ze zmianą gospodarza po dwóch meczach. Gospodarzem pierwszych dwóch spotkań była drużyna z extraligi. Zwycięzca w parze uzyskał prawo gry w najwyższej klasie rozgrywkowej w sezonie 2025/2026.

### Kryteria ustalenia pozycji w tabeli
O kolejności w tabeli decydowały następujące kryteria:
1. liczba punktów (3:0 i 3:1 – 3 punkty dla zwycięzcy, 0 punktów dla przegranego; 3:2 – 2 punkty dla zwycięzcy, 1 punkt dla przegranego; walkower – 3 punkty dla zwycięzcy, -1 punkt dla przegranego),
2. liczba zwycięstw,
3. stosunek setów wygranych do przegranych,
4. stosunek małych punktów zdobytych do straconych,
5. bilans w meczach bezpośrednich między zainteresowanymi drużynami zgodnie z punktami 1-4,
6. losowanie.

## Drużyny uczestniczące
W czeskiej extralidze w sezonie 2024/2025 uczestniczyło 13 drużyn. W porównaniu z poprzednim sezonem żaden zespół nie dołączył do rozgrywek.
| ČEZ extraliga 2024/2025                                                               | ČEZ extraliga 2024/2025 |                  |
| ------------------------------------------------------------------------------------- | ----------------------- | ---------------- |
| VK Jihostroj České Budějovice                                                         | 1                       | Liga Mistrzów    |
| VK Lvi Praha                                                                          | 2                       | Puchar CEV       |
| Kladno volejbal.cz                                                                    | 3                       | Puchar Challenge |
| VK Trox Příbram                                                                       | 4                       |                  |
| VK Dukla Liberec                                                                      | 5                       |                  |
| VK ČEZ Karlovarsko                                                                    | 6                       | Puchar Challenge |
| Aero Odolena Voda                                                                     | 7                       |                  |
| Volejbal Brno                                                                         | 8                       |                  |
| Black Volley Beskydy                                                                  | 9                       | Puchar CEV       |
| VK Benátky nad Jizerou                                                                | 10                      |                  |
| VSC Fatra Zlín                                                                        | 11                      |                  |
| VK Ostrava                                                                            | 12                      |                  |
| SKV Ústí nad Labem                                                                    | 13                      |                  |
| Oznaczenia: - kolumna druga – miejsce zajęte przez daną drużynę w poprzednim sezonie. |                         |                  |

## Hale sportowe
| Drużyna                       | Hala sportowa                        | Miejscowość          | *     |
| ----------------------------- | ------------------------------------ | -------------------- | ----- |
| Aero Odolena Voda             | Sportovní hala                       | Odolena Voda         |       |
| Black Volley Beskydy          | Sportovní hala Třebovice             | Ostrawa              |       |
| Kladno volejbal.cz            | Kladenská sportovní hala             | Kladno               |       |
| SKV Ústí nad Labem            | Sportcentrum Sluneta                 | Uście nad Łabą       |       |
| VK Benátky nad Jizerou        | Dražice aréna Nibe                   | Benátky nad Jizerou  |       |
| VK ČEZ Karlovarsko            | Hala míčových sportů                 | Karlowe Wary         |       |
| VK Dukla Liberec              | Sportovní hala Dukla Liberec         | Liberec              |       |
| VK Jihostroj České Budějovice | Sportovní hala                       | Czeskie Budziejowice |       |
| VK Lvi Praha                  | UNYP Arena                           | Praga                |       |
| VK Ostrava                    | Sportovní hala Sareza                | Ostrawa              |       |
| VK Trox Příbram               | Sportovní hala Příbram               | Przybram             |       |
| Volejbal Brno                 | Hala míčových sportů TJ Sokol Brno I | Brno                 | [ a ] |
| Volejbal Brno                 | Starez Aréna Vodova – Hala 2         | Brno                 | [ a ] |
| VSC Fatra Zlín                | Sportovní hala Datart                | Zlin                 |       |
| Źródło:                       |                                      |                      |       |

| Dukla LiberecLvi PrahaJihostroj České BudějoviceČEZ KarlovarskoKladnoAero Odolena VodaFatra ZlínVolejbal BrnoTrox PříbramBenátky nad JizerouBlack Volley BeskydyÚstí nad LabemOstrava Lokalizacja głównych obiektów sportowych |

## Trenerzy
| Drużyna                       | Trener              | Asystent trenera  | *      |
| ----------------------------- | ------------------- | ----------------- | ------ |
| Aero Odolena Voda             | Matyáš Démar        | Pavel Horák       | [ 11 ] |
| Black Volley Beskydy          | Michal Provazník    | Blanka Vašutová   | [ 12 ] |
| Kladno volejbal.cz            | Tomáš Samsely       | Çağrı Mustafa Tan | [ 13 ] |
| SKV Ústí nad Labem            | Ondřej Žaba         | —                 | [ 14 ] |
| VK Benátky nad Jizerou        | Aleš Dittrich       | Jakub Koloušek    | [ 15 ] |
| VK ČEZ Karlovarsko            | Stefano Mascia      | Jakub Salon       | [ 16 ] |
| VK Dukla Liberec              | Vladan Merta        | Jakub Veselý      | [ 17 ] |
| VK Jihostroj České Budějovice | Zdeněk Šmejkal      | Petr Kohout       | [ 18 ] |
| VK Lvi Praha                  | Juan Manuel Barrial | Agustín Briscioli | [ 19 ] |
| VK Ostrava                    | Tomáš Zedník        | Vojtěch Bauman    | [ 20 ] |
| VK Trox Příbram               | Martin Démar        | Jan Vobejda       | [ 21 ] |
| Volejbal Brno                 | Ondřej Marek        | Jindřich Kopeček  | [ 22 ] |
| VSC Fatra Zlín                | Zdeněk Sklenář      | Leoš Šrámek       | [ 23 ] |

### Zmiany trenerów
| Klub                          | Były trener         | Data odejścia           | Nowy trener         | Data przyjścia          | *                   |
| ----------------------------- | ------------------- | ----------------------- | ------------------- | ----------------------- | ------------------- |
| Przed sezonem                 |                     |                         |                     |                         |                     |
| Aero Odolena Voda             | Marcin Kryś         | koniec sezonu 2023/2024 | Matyáš Démar        | przed sezonem 2024/2025 | [ 24 ] [ 25 ]       |
| Kladno volejbal.cz            | Arnaud Josserand    | koniec sezonu 2023/2024 | Tomáš Samsely       | przed sezonem 2024/2025 | [ 26 ] [ 27 ] [ b ] |
| VK ČEZ Karlovarsko            | Ondřej Hudeček      | koniec sezonu 2023/2024 | Stefano Mascia      | przed sezonem 2024/2025 | [ 28 ] [ c ]        |
| VK Dukla Liberec              | Martin Démar        | koniec sezonu 2023/2024 | Alessandro Lodi     | przed sezonem 2024/2025 | [ 29 ] [ 30 ]       |
| VK Jihostroj České Budějovice | Andrzej Kowal       | koniec sezonu 2023/2024 | Zdeněk Šmejkal      | przed sezonem 2024/2025 | [ 31 ] [ 32 ]       |
| VK Lvi Praha                  | Juan Manuel Barrial | koniec sezonu 2023/2024 | Damian Arredondo    | przed sezonem 2024/2025 | [ 33 ] [ 34 ]       |
| VK Ostrava                    | Dariusz Luks        | koniec sezonu 2023/2024 | Tomáš Zedník        | przed sezonem 2024/2025 | [ 35 ] [ 36 ]       |
| VK Trox Příbram               | Lubomír Vašina      | koniec sezonu 2023/2024 | Martin Démar        | przed sezonem 2024/2025 | [ 37 ]              |
| W trakcie sezonu              |                     |                         |                     |                         |                     |
| VK Dukla Liberec              | Alessandro Lodi     | 26.11.2024              | Vladan Merta        | —                       | [ 38 ] [ d ]        |
| VK Lvi Praha                  | Damian Arredondo    | 12.11.2024              | Juan Manuel Barrial | 12.11.2024              | [ 39 ]              |

## Faza zasadnicza

### Tabela wyników
| Gospodarz \ Gość1             | ČBU | PRH | KLA | PŘÍ | DUK | KRL | ODO | BRN | BES | BNJ | ZLI | OST | ÚNL |
| ----------------------------- | --- | --- | --- | --- | --- | --- | --- | --- | --- | --- | --- | --- | --- |
| VK Jihostroj České Budějovice | -   | 3:1 | 3:2 | 3:1 | 3:0 | 1:3 | 3:1 | 3:0 | 3:0 | 2:3 | 3:0 | 3:0 | 3:0 |
| VK Lvi Praha                  | 3:1 | -   | 3:0 | 3:2 | 3:2 | 3:1 | 3:0 | 3:0 | 3:0 | 3:1 | 3:0 | 3:1 | 3:0 |
| Kladno volejbal.cz            | 3:1 | 0:3 | -   | 3:1 | 3:2 | 3:2 | 3:1 | 3:2 | 3:2 | 3:0 | 3:1 | 3:0 | 3:1 |
| VK Trox Příbram               | 3:1 | 1:3 | 2:3 | -   | 0:3 | 1:3 | 3:0 | 2:3 | 3:2 | 1:3 | 3:0 | 3:0 | 3:0 |
| VK Dukla Liberec              | 3:2 | 3:2 | 1:3 | 3:0 | -   | 3:1 | 2:3 | 2:3 | 3:1 | 1:3 | 3:0 | 2:3 | 3:0 |
| VK ČEZ Karlovarsko            | 3:2 | 1:3 | 3:1 | 3:0 | 3:0 | -   | 3:0 | 3:1 | 3:0 | 3:1 | 3:0 | 3:2 | 3:0 |
| Aero Odolena Voda             | 2:3 | 0:3 | 0:3 | 3:2 | 3:0 | 0:3 | -   | 2:3 | 3:0 | 0:3 | 2:3 | 3:0 | 3:2 |
| Volejbal Brno                 | 3:2 | 0:3 | 0:3 | 2:3 | 2:3 | 2:3 | 3:0 | -   | 2:3 | 3:1 | 3:2 | 0:3 | 1:3 |
| Black Volley Beskydy          | 0:3 | 0:3 | 3:2 | 0:3 | 3:0 | 1:3 | 1:3 | 3:0 | -   | 3:2 | 3:1 | 3:0 | 3:0 |
| VK Benátky nad Jizerou        | 2:3 | 0:3 | 1:3 | 3:1 | 3:1 | 1:3 | 1:3 | 3:0 | 3:1 | -   | 3:0 | 3:2 | 3:0 |
| VSC Fatra Zlín                | 2:3 | 0:3 | 3:1 | 3:2 | 3:1 | 0:3 | 1:3 | 0:3 | 3:2 | 3:1 | -   | 3:2 | 1:3 |
| VK Ostrava                    | 3:1 | 1:3 | 0:3 | 1:3 | 2:3 | 3:2 | 1:3 | 1:3 | 2:3 | 3:2 | 3:0 | -   | 3:2 |
| SKV Ústí nad Labem            | 1:3 | 1:3 | 1:3 | 1:3 | 0:3 | 2:3 | 1:3 | 3:2 | 3:0 | 1:3 | 1:3 | 3:2 | -   |

Źródło: 
1 Drużyna gospodarzy jest wymieniona po lewej stronie tabeli.
Kolory:
  zwycięstwo gospodarzy 3:0 lub 3:1
  zwycięstwo gospodarzy 3:2
  zwycięstwo gości 3:0 lub 3:1
  zwycięstwo gości 3:2

### Terminarz i wyniki spotkań
| WYNIKI SPOTKAŃ | WYNIKI SPOTKAŃ | WYNIKI SPOTKAŃ                | WYNIKI SPOTKAŃ                          | WYNIKI SPOTKAŃ                | WYNIKI SPOTKAŃ                        | WYNIKI SPOTKAŃ | WYNIKI SPOTKAŃ |
| Data | Godz.          | Gospodarz                     | Rezultat                                | Gość                          | Hala sportowa                         | Widzów         | *              |
| --- | -------------- | ----------------------------- | --------------------------------------- | ----------------------------- | ------------------------------------- | -------------- | -------------- |
| 1. KOLEJKA |                |                               |                                         |                               |                                       |                |                |
| 26.09.2024 | 18:00          | VSC Fatra Zlín                | 2:3 (22:25, 19:25, 27:25, 25:22, 8:15)  | VK Jihostroj České Budějovice | Sportovní hala Datart                 | 725            | [ 41 ]         |
| 26.09.2024 | 18:00          | SKV Ústí nad Labem            | 2:3 (18:25, 25:22, 19:25, 25:23, 12:15) | VK ČEZ Karlovarsko            | Sportcentrum Sluneta                  | 485            | [ 42 ]         |
| 26.09.2024 | 18:00          | VK Lvi Praha                  | 3:0 (25:19, 25:13, 25:16)               | Black Volley Beskydy          | UNYP Arena                            | 184            | [ 43 ]         |
| 26.09.2024 | 18:00          | Aero Odolena Voda             | 0:3 (20:25, 17:25, 18:25)               | Kladno volejbal.cz            | Sportovní hala (Odolena Voda)         | 222            | [ 44 ]         |
| 26.09.2024 | 18:00          | VK Trox Příbram               | 2:3 (25:17, 21:25, 20:25, 27:25, 9:15)  | Volejbal Brno                 | Sportovní hala Příbram                | 698            | [ 45 ]         |
| 26.09.2024 | 17:00          | VK Ostrava                    | 3:2 (25:21, 25:19, 14:25, 18:25, 15:7)  | VK Benátky nad Jizerou        | Sportovní hala Sareza                 | 350            | [ 46 ]         |
| 2. KOLEJKA |                |                               |                                         |                               |                                       |                |                |
| 28.09.2024 | 18:00          | VK Jihostroj České Budějovice | 2:3 (25:16, 25:16, 27:29, 21:25, 13:15) | VK Benátky nad Jizerou        | Sportovní hala (Czeskie Budziejowice) | 1058           | [ 47 ]         |
| 28.09.2024 | 18:00          | Volejbal Brno                 | 0:3 (24:26, 13:25, 15:25)               | VK Ostrava                    | Hala míčových sportů TJ Sokol Brno I  | 124            | [ 48 ]         |
| 28.09.2024 | 18:00          | Kladno volejbal.cz            | 3:1 (22:25, 25:13, 25:20, 25:21)        | VK Trox Příbram               | Kladenská sportovní hala              | 527            | [ 49 ]         |
| 28.09.2024 | 18:00          | Black Volley Beskydy          | 1:3 (22:25, 25:22, 20:25, 17:25)        | Aero Odolena Voda             | Sportovní hala Třebovice              | 156            | [ 50 ]         |
| 28.09.2024 | 18:00          | VK ČEZ Karlovarsko            | 1:3 (23:25, 25:17, 18:25, 23:25)        | VK Lvi Praha                  | Hala míčových sportů                  | 970            | [ 51 ]         |
| 28.09.2024 | 18:30          | VK Dukla Liberec              | 3:0 (25:14, 25:20, 25:20)               | SKV Ústí nad Labem            | Sportovní hala Dukla Liberec          | 647            | [ 52 ]         |
| 3. KOLEJKA |                |                               |                                         |                               |                                       |                |                |
| 5.10.2024 | 19:00          | SKV Ústí nad Labem            | 1:3 (25:19, 23:25, 17:25, 19:25)        | VSC Fatra Zlín                | Sportcentrum Sluneta                  | 410            | [ 53 ]         |
| 5.10.2024 | 17:00          | VK Lvi Praha                  | 3:2 (25:22, 22:25, 23:25, 25:15, 15:9)  | VK Dukla Liberec              | UNYP Arena                            | 720            | [ 54 ]         |
| 3.10.2024 | 18:00          | Aero Odolena Voda             | 0:3 (19:25, 21:25, 14:25)               | VK ČEZ Karlovarsko            | Sportovní hala (Odolena Voda)         | 236            | [ 55 ]         |
| 5.10.2024 | 17:00          | VK Trox Příbram               | 3:2 (25:22, 21:25, 23:25, 25:19, 15:13) | Black Volley Beskydy          | Sportovní hala Příbram                | 630            | [ 56 ]         |
| 5.10.2024 | 17:00          | VK Ostrava                    | 0:3 (26:28, 22:25, 21:25)               | Kladno volejbal.cz            | Sportovní hala Sareza                 | 350            | [ 57 ]         |
| 5.10.2024 | 18:00          | VK Benátky nad Jizerou        | 3:0 (25:16, 25:17, 25:20)               | Volejbal Brno                 | Dražice aréna Nibe                    | 450            | [ 58 ]         |
| 4. KOLEJKA |                |                               |                                         |                               |                                       |                |                |
| 12.10.2024 | 18:00          | VK Jihostroj České Budějovice | 3:0 (25:20, 25:23, 25:20)               | Volejbal Brno                 | Sportovní hala (Czeskie Budziejowice) | 1068           | [ 59 ]         |
| 10.10.2024 | 18:00          | Kladno volejbal.cz            | 3:0 (25:22, 25:15, 25:18)               | VK Benátky nad Jizerou        | Kladenská sportovní hala              | 671            | [ 60 ]         |
| 12.10.2024 | 18:00          | Black Volley Beskydy          | 3:0 (25:19, 25:17, 25:21)               | VK Ostrava                    | Sportovní hala Třebovice              | 254            | [ 61 ]         |
| 12.10.2024 | 18:00          | VK ČEZ Karlovarsko            | 3:0 (25:18, 25:21, 25:16)               | VK Trox Příbram               | Hala míčových sportů                  | 605            | [ 62 ]         |
| 12.10.2024 | 18:30          | VK Dukla Liberec              | 2:3 (25:21, 23:25, 25:22, 23:25, 11:15) | Aero Odolena Voda             | Sportovní hala Dukla Liberec          | 537            | [ 63 ]         |
| 12.10.2024 | 17:00          | VSC Fatra Zlín                | 0:3 (25:27, 15:25, 14:25)               | VK Lvi Praha                  | Sportovní hala Datart                 | 380            | [ 64 ]         |
| 5. KOLEJKA |                |                               |                                         |                               |                                       |                |                |
| 19.10.2024 | 17:00          | SKV Ústí nad Labem            | 1:3 (25:19, 22:25, 22:25, 19:25)        | VK Jihostroj České Budějovice | Sportcentrum Sluneta                  | 428            | [ 65 ]         |
| 19.10.2024 | 18:00          | Aero Odolena Voda             | 2:3 (21:25, 21:25, 25:23, 25:23, 7:15)  | VSC Fatra Zlín                | Sportovní hala (Odolena Voda)         | 277            | [ 66 ]         |
| 20.10.2024 | 17:00          | VK Trox Příbram               | 0:3 (16:25, 22:25, 23:25)               | VK Dukla Liberec              | Sportovní hala Příbram                | 741            | [ 67 ]         |
| 19.10.2024 | 17:00          | VK Ostrava                    | 3:2 (19:25, 25:22, 20:25, 25:19, 17:15) | VK ČEZ Karlovarsko            | Sportovní hala Sareza                 | 175            | [ 68 ]         |
| 19.10.2024 | 18:00          | VK Benátky nad Jizerou        | 3:1 (25:20, 22:25, 25:12, 33:31)        | Black Volley Beskydy          | Dražice aréna Nibe                    | 395            | [ 69 ]         |
| 17.10.2024 | 18:00          | Volejbal Brno                 | 0:3 (21:25, 21:25, 16:25)               | Kladno volejbal.cz            | Hala míčových sportů TJ Sokol Brno I  | 723            | [ 70 ]         |
| 6. KOLEJKA |                |                               |                                         |                               |                                       |                |                |
| 26.10.2024 | 18:00          | VK Jihostroj České Budějovice | 3:2 (22:25, 22:25, 25:18, 25:13, 15:7)  | Kladno volejbal.cz            | Sportovní hala (Czeskie Budziejowice) | 1518           | [ 71 ]         |
| 26.10.2024 | 18:00          | Black Volley Beskydy          | 3:0 (27:25, 25:23, 25:15)               | Volejbal Brno                 | Sportovní hala Třebovice              | 200            | [ 72 ]         |
| 24.10.2024 | 17:00          | VK ČEZ Karlovarsko            | 3:1 (25:22, 25:18, 20:25, 25:21)        | VK Benátky nad Jizerou        | Hala míčových sportů                  | 819            | [ 73 ]         |
| 26.10.2024 | 18:30          | VK Dukla Liberec              | 2:3 (23:25, 19:25, 25:21, 25:21, 12:15) | VK Ostrava                    | Sportovní hala Dukla Liberec          | 497            | [ 74 ]         |
| 26.10.2024 | 17:00          | VSC Fatra Zlín                | 3:2 (29:27, 22:25, 22:25, 25:20, 15:12) | VK Trox Příbram               | Sportovní hala Datart                 | 417            | [ 75 ]         |
| 26.10.2024 | 19:00          | SKV Ústí nad Labem            | 1:3 (25:19, 17:25, 23:25, 23:25)        | VK Lvi Praha                  | Sportcentrum Sluneta                  | 379            | [ 76 ]         |
| 7. KOLEJKA |                |                               |                                         |                               |                                       |                |                |
| 31.10.2024 | 18:00          | VK Lvi Praha                  | 3:1 (25:19, 25:21, 17:25, 25:17)        | VK Jihostroj České Budějovice | UNYP Arena                            | 780            | [ 77 ]         |
| 31.10.2024 | 18:00          | Aero Odolena Voda             | 3:2 (25:22, 24:26, 22:25, 25:22, 15:7)  | SKV Ústí nad Labem            | Sportovní hala (Odolena Voda)         | 304            | [ 78 ]         |
| 31.10.2024 | 17:00          | VK Ostrava                    | 3:0 (25:23, 25:15, 25:15)               | VSC Fatra Zlín                | Sportovní hala Sareza                 | 175            | [ 79 ]         |
| 31.10.2024 | 18:00          | VK Benátky nad Jizerou        | 3:1 (25:23, 25:23, 20:25, 25:23)        | VK Dukla Liberec              | Dražice aréna Nibe                    | 323            | [ 80 ]         |
| 31.10.2024 | 19:00          | Volejbal Brno                 | 2:3 (25:21, 21:25, 26:24, 23:25, 13:15) | VK ČEZ Karlovarsko            | Hala míčových sportů TJ Sokol Brno I  | 248            | [ 81 ]         |
| 30.10.2024 | 18:00          | Kladno volejbal.cz            | 3:2 (23:25, 29:31, 28:26, 25:23, 15:9)  | Black Volley Beskydy          | Kladenská sportovní hala              | 581            | [ 82 ]         |
| 8. KOLEJKA |                |                               |                                         |                               |                                       |                |                |
| 2.11.2024 | 18:00          | VK Jihostroj České Budějovice | 3:0 (25:16, 25:16, 25:18)               | Black Volley Beskydy          | Sportovní hala (Czeskie Budziejowice) | 1021           | [ 83 ]         |
| 2.11.2024 | 18:00          | VK ČEZ Karlovarsko            | 3:1 (24:26, 25:17, 25:20, 25:21)        | Kladno volejbal.cz            | Hala míčových sportů                  | 921            | [ 84 ]         |
| 2.11.2024 | 18:30          | VK Dukla Liberec              | 2:3 (17:25, 25:22, 23:25, 25:22, 10:15) | Volejbal Brno                 | Sportovní hala Dukla Liberec          | 417            | [ 85 ]         |
| 2.11.2024 | 17:00          | VSC Fatra Zlín                | 3:1 (23:25, 25:16, 25:12, 25:19)        | VK Benátky nad Jizerou        | Sportovní hala Datart                 | 317            | [ 86 ]         |
| 2.11.2024 | 19:00          | SKV Ústí nad Labem            | 1:3 (18:25, 25:22, 15:25, 22:25)        | VK Trox Příbram               | Sportcentrum Sluneta                  | 387            | [ 87 ]         |
| 2.11.2024 | 18:00          | VK Lvi Praha                  | 3:0 (25:20, 25:15, 25:19)               | Aero Odolena Voda             | UNYP Arena                            | 520            | [ 88 ]         |
| 9. KOLEJKA |                |                               |                                         |                               |                                       |                |                |
| 9.11.2024 | 18:00          | Aero Odolena Voda             | 2:3 (21:25, 25:19, 25:14, 17:25, 13:15) | VK Jihostroj České Budějovice | Sportovní hala (Odolena Voda)         | 376            | [ 89 ]         |
| 9.11.2024 | 17:00          | VK Trox Příbram               | 1:3 (25:20, 19:25, 20:25, 30:32)        | VK Lvi Praha                  | Sportovní hala Příbram                | 759            | [ 90 ]         |
| 9.11.2024 | 17:00          | VK Ostrava                    | 3:2 (25:22, 22:25, 34:32, 12:25, 15:11) | SKV Ústí nad Labem            | Sportovní hala Sareza                 | 400            | [ 91 ]         |
| 9.11.2024 | 18:30          | Volejbal Brno                 | 3:2 (25:20, 26:24, 21:25, 13:25, 15:11) | VSC Fatra Zlín                | Hala míčových sportů TJ Sokol Brno I  | 530            | [ 92 ]         |
| 9.11.2024 | 18:00          | Kladno volejbal.cz            | 3:2 (25:22, 17:25, 25:21, 23:25, 15:12) | VK Dukla Liberec              | Kladenská sportovní hala              | 739            | [ 93 ]         |
| 9.11.2024 | 18:00          | Black Volley Beskydy          | 1:3 (25:20, 23:25, 17:25, 14:25)        | VK ČEZ Karlovarsko            | Sportovní hala Třebovice              | 200            | [ 94 ]         |
| 10. KOLEJKA |                |                               |                                         |                               |                                       |                |                |
| 16.11.2024 | 18:00          | VK Jihostroj České Budějovice | 1:3 (25:20, 20:25, 17:25, 24:26)        | VK ČEZ Karlovarsko            | Sportovní hala (Czeskie Budziejowice) | 1577           | [ 95 ]         |
| 16.11.2024 | 18:30          | VK Dukla Liberec              | 3:1 (24:26, 25:21, 25:20, 25:20)        | Black Volley Beskydy          | Sportovní hala Dukla Liberec          | 432            | [ 96 ]         |
| 16.11.2024 | 17:00          | VSC Fatra Zlín                | 3:1 (25:23, 25:20, 23:25, 25:20)        | Kladno volejbal.cz            | Sportovní hala Datart                 | 437            | [ 97 ]         |
| 16.11.2024 | 19:00          | SKV Ústí nad Labem            | 1:3 (23:25, 25:16, 14:25, 18:25)        | VK Benátky nad Jizerou        | Sportcentrum Sluneta                  | 369            | [ 98 ]         |
| 16.11.2024 | 18:00          | VK Lvi Praha                  | 3:1 (22:25, 25:20, 25:7, 25:17)         | VK Ostrava                    | UNYP Arena                            | 520            | [ 99 ]         |
| 16.11.2024 | 18:00          | Aero Odolena Voda             | 3:2 (25:23, 18:25, 25:18, 14:25, 15:13) | VK Trox Příbram               | Sportovní hala (Odolena Voda)         | 313            | [ 100 ]        |
| 11. KOLEJKA |                |                               |                                         |                               |                                       |                |                |
| 24.11.2024 | 18:00          | VK Trox Příbram               | 3:1 (25:21, 25:15, 17:25, 30:28)        | VK Jihostroj České Budějovice | Sportovní hala Příbram                | 803            | [ 101 ]        |
| 23.11.2024 | 18:00          | VK Ostrava                    | 1:3 (20:25, 25:16, 21:25, 26:28)        | Aero Odolena Voda             | Sportovní hala Sareza                 | 450            | [ 102 ]        |
| 23.11.2024 | 18:00          | VK Benátky nad Jizerou        | 0:3 (17:25, 22:25, 25:27)               | VK Lvi Praha                  | Dražice aréna Nibe                    | 312            | [ 103 ]        |
| 24.11.2024 | 16:00          | Volejbal Brno                 | 1:3 (19:25, 23:25, 25:22, 23:25)        | SKV Ústí nad Labem            | Hala míčových sportů TJ Sokol Brno I  | 209            | [ 104 ]        |
| 23.11.2024 | 18:00          | Black Volley Beskydy          | 3:1 (21:25, 25:18, 27:25, 25:14)        | VSC Fatra Zlín                | Sportovní hala Třebovice              | 201            | [ 105 ]        |
| 23.11.2024 | 18:00          | VK ČEZ Karlovarsko            | 3:0 (25:18, 25:16, 25:19)               | VK Dukla Liberec              | Hala míčových sportů                  | 869            | [ 106 ]        |
| 12. KOLEJKA |                |                               |                                         |                               |                                       |                |                |
| 30.11.2024 | 18:00          | VK Dukla Liberec              | 3:2 (25:23, 18:25, 21:25, 25:18, 15:9)  | VK Jihostroj České Budějovice | Sportovní hala Dukla Liberec          | 605            | [ 107 ]        |
| 30.11.2024 | 17:00          | VSC Fatra Zlín                | 0:3 (17:25, 16:25, 20:25)               | VK ČEZ Karlovarsko            | Sportovní hala Datart                 | 478            | [ 108 ]        |
| 28.11.2024 | 19:00          | SKV Ústí nad Labem            | 1:3 (28:30, 22:25, 25:19, 19:25)        | Kladno volejbal.cz            | Sportcentrum Sluneta                  | 368            | [ 109 ]        |
| 1.12.2024 | 16:00          | VK Lvi Praha                  | 3:0 (25:16, 25:19, 25:17)               | Volejbal Brno                 | UNYP Arena                            | 253            | [ 110 ]        |
| 30.11.2024 | 18:00          | Aero Odolena Voda             | 0:3 (23:25, 21:25, 19:25)               | VK Benátky nad Jizerou        | Sportovní hala (Odolena Voda)         | 413            | [ 111 ]        |
| 30.11.2024 | 17:00          | VK Trox Příbram               | 3:0 (25:15, 25:18, 27:25)               | VK Ostrava                    | Sportovní hala Příbram                | 794            | [ 112 ]        |
| 13. KOLEJKA |                |                               |                                         |                               |                                       |                |                |
| 7.12.2024 | 18:00          | VK Ostrava                    | 3:1 (22:25, 25:21, 25:20, 25:21)        | VK Jihostroj České Budějovice | Sportovní hala Sareza                 | 550            | [ 113 ]        |
| 5.12.2024 | 19:00          | VK Benátky nad Jizerou        | 3:1 (25:23, 19:25, 25:18, 25:21)        | VK Trox Příbram               | Dražice aréna Nibe                    | 330            | [ 114 ]        |
| 7.12.2024 | 16:00          | Volejbal Brno                 | 3:0 (25:21, 25:18, 25:21)               | Aero Odolena Voda             | Hala míčových sportů TJ Sokol Brno I  | 440            | [ 115 ]        |
| 7.12.2024 | 18:00          | Kladno volejbal.cz            | 0:3 (22:25, 22:25, 16:25)               | VK Lvi Praha                  | Kladenská sportovní hala              | 632            | [ 116 ]        |
| 7.12.2024 | 18:00          | Black Volley Beskydy          | 3:0 (25:23, 25:20, 25:17)               | SKV Ústí nad Labem            | Sportovní hala Třebovice              | 222            | [ 117 ]        |
| 7.12.2024 | 18:00          | VK Dukla Liberec              | 3:0 (25:14, 25:17, 25:20)               | VSC Fatra Zlín                | Sportovní hala Dukla Liberec          | 469            | [ 118 ]        |
| 14. KOLEJKA |                |                               |                                         |                               |                                       |                |                |
| 14.12.2024 | 18:00          | VK Jihostroj České Budějovice | 3:0 (25:17, 25:15, 25:19)               | VSC Fatra Zlín                | Sportovní hala (Czeskie Budziejowice) | 720            | [ 119 ]        |
| 14.12.2024 | 18:00          | VK ČEZ Karlovarsko            | 3:0 (25:16, 25:19, 25:19)               | SKV Ústí nad Labem            | Hala míčových sportů                  | 710            | [ 120 ]        |
| 14.12.2024 | 18:00          | Black Volley Beskydy          | 0:3 (16:25, 18:25, 17:25)               | VK Lvi Praha                  | Sportovní hala Třebovice              | 143            | [ 121 ]        |
| 14.12.2024 | 18:00          | Kladno volejbal.cz            | 3:1 (25:23, 25:12, 23:25, 25:12)        | Aero Odolena Voda             | Kladenská sportovní hala              | 414            | [ 122 ]        |
| 14.12.2024 | 16:00          | Volejbal Brno                 | 2:3 (25:20, 24:26, 20:25, 27:25, 11:15) | VK Trox Příbram               | Hala míčových sportů TJ Sokol Brno I  | 360            | [ 123 ]        |
| 14.12.2024 | 18:00          | VK Benátky nad Jizerou        | 3:2 (25:21, 22:25, 21:25, 25:14, 15:9)  | VK Ostrava                    | Dražice aréna Nibe                    | 425            | [ 124 ]        |
| 15. KOLEJKA |                |                               |                                         |                               |                                       |                |                |
| 21.12.2024 | 18:00          | VK Benátky nad Jizerou        | 2:3 (25:21, 25:23, 21:25, 21:25, 17:19) | VK Jihostroj České Budějovice | Dražice aréna Nibe                    | 365            | [ 125 ]        |
| 19.12.2024 | 18:00          | VK Ostrava                    | 1:3 (24:26, 17:25, 25:18, 25:27)        | Volejbal Brno                 | Sportovní hala Sareza                 | 175            | [ 126 ]        |
| 21.12.2024 | 17:00          | VK Trox Příbram               | 2:3 (16:25, 25:18, 23:25, 25:21, 19:21) | Kladno volejbal.cz            | Sportovní hala Příbram                | 806            | [ 127 ]        |
| 21.12.2024 | 18:00          | Aero Odolena Voda             | 3:0 (25:22, 31:29, 25:13)               | Black Volley Beskydy          | Sportovní hala (Odolena Voda)         | 477            | [ 128 ]        |
| 21.12.2024 | 17:00          | VK Lvi Praha                  | 3:1 (25:17, 25:20, 19:25, 25:19)        | VK ČEZ Karlovarsko            | UNYP Arena                            | 752            | [ 129 ]        |
| 21.12.2024 | 17:00          | SKV Ústí nad Labem            | 0:3 (18:25, 21:25, 13:25)               | VK Dukla Liberec              | Sportcentrum Sluneta                  | 457            | [ 130 ]        |
| 16. KOLEJKA |                |                               |                                         |                               |                                       |                |                |
| 28.12.2024 | 17:00          | VSC Fatra Zlín                | 1:3 (18:25, 22:25, 26:24, 16:25)        | SKV Ústí nad Labem            | Sportovní hala Datart                 | 415            | [ 131 ]        |
| 28.12.2024 | 18:30          | VK Dukla Liberec              | 3:2 (19:25, 26:24, 21:25, 25:23, 15:12) | VK Lvi Praha                  | Sportovní hala Dukla Liberec          | 849            | [ 132 ]        |
| 28.12.2024 | 19:00          | VK ČEZ Karlovarsko            | 3:0 (25:22, 25:22, 25:23)               | Aero Odolena Voda             | Hala míčových sportů                  | 982            | [ 133 ]        |
| 28.12.2024 | 18:00          | Black Volley Beskydy          | 0:3 (18:25, 16:25, 15:25)               | VK Trox Příbram               | Sportovní hala Třebovice              | 250            | [ 134 ]        |
| 28.12.2024 | 18:00          | Kladno volejbal.cz            | 3:0 (25:20, 25:22, 25:16)               | VK Ostrava                    | Kladenská sportovní hala              | 461            | [ 135 ]        |
| 28.12.2024 | 18:00          | Volejbal Brno                 | 3:1 (25:21, 25:13, 22:25, 26:24)        | VK Benátky nad Jizerou        | Hala míčových sportů TJ Sokol Brno I  | 515            | [ 136 ]        |
| 17. KOLEJKA |                |                               |                                         |                               |                                       |                |                |
| 30.12.2024 | 16:00          | Volejbal Brno                 | 3:2 (17:25, 25:20, 27:25, 25:27, 16:14) | VK Jihostroj České Budějovice | Hala míčových sportů TJ Sokol Brno I  | 790            | [ 137 ]        |
| 30.12.2024 | 18:00          | VK Benátky nad Jizerou        | 1:3 (21:25, 25:21, 19:25, 22:25)        | Kladno volejbal.cz            | Dražice aréna Nibe                    | 424            | [ 138 ]        |
| 30.12.2024 | 17:00          | VK Ostrava                    | 2:3 (21:25, 25:21, 25:18, 26:28, 13:15) | Black Volley Beskydy          | Sportovní hala Sareza                 | 750            | [ 139 ]        |
| 30.12.2024 | 18:00          | VK Trox Příbram               | 1:3 (21:25, 15:25, 25:20, 21:25)        | VK ČEZ Karlovarsko            | Sportovní hala Příbram                | 766            | [ 140 ]        |
| 30.12.2024 | 18:00          | Aero Odolena Voda             | 3:0 (25:22, 25:17, 25:22)               | VK Dukla Liberec              | Sportovní hala (Odolena Voda)         | 513            | [ 141 ]        |
| 30.12.2024 | 18:00          | VK Lvi Praha                  | 3:0 (25:21, 25:15, 25:21)               | VSC Fatra Zlín                | UNYP Arena                            | 251            | [ 142 ]        |
| 18. KOLEJKA |                |                               |                                         |                               |                                       |                |                |
| 11.01.2025 | 18:00          | VK Jihostroj České Budějovice | 3:0 (25:22, 25:16, 25:17)               | SKV Ústí nad Labem            | Sportovní hala (Czeskie Budziejowice) | 735            | [ 143 ]        |
| 11.01.2025 | 17:00          | VSC Fatra Zlín                | 1:3 (30:28, 19:25, 24:26, 18:25)        | Aero Odolena Voda             | Sportovní hala Datart                 | 417            | [ 144 ]        |
| 11.01.2025 | 18:30          | VK Dukla Liberec              | 3:0 (25:22, 31:29, 25:17)               | VK Trox Příbram               | Sportovní hala Dukla Liberec          | 710            | [ 145 ]        |
| 11.01.2025 | 18:00          | VK ČEZ Karlovarsko            | 3:2 (20:25, 25:17, 25:21, 28:30, 15:8)  | VK Ostrava                    | Hala míčových sportů                  | 930            | [ 146 ]        |
| 9.01.2025 | 18:00          | Black Volley Beskydy          | 3:2 (25:14, 25:20, 21:25, 14:25, 15:13) | VK Benátky nad Jizerou        | Sportovní hala Třebovice              | 157            | [ 147 ]        |
| 11.01.2025 | 18:00          | Kladno volejbal.cz            | 3:2 (25:19, 22:25, 25:22, 17:25, 15:12) | Volejbal Brno                 | Kladenská sportovní hala              | 671            | [ 148 ]        |
| 19. KOLEJKA |                |                               |                                         |                               |                                       |                |                |
| 18.01.2025 | 18:00          | Kladno volejbal.cz            | 3:1 (25:22, 21:25, 36:34, 25:17)        | VK Jihostroj České Budějovice | Kladenská sportovní hala              | 777            | [ 149 ]        |
| 18.01.2025 | 18:00          | Volejbal Brno                 | 2:3 (25:22, 25:22, 23:25, 19:25, 11:15) | Black Volley Beskydy          | Hala míčových sportů TJ Sokol Brno I  | 715            | [ 150 ]        |
| 18.01.2025 | 18:00          | VK Benátky nad Jizerou        | 1:3 (24:26, 25:19, 21:25, 18:25)        | VK ČEZ Karlovarsko            | Dražice aréna Nibe                    | 453            | [ 151 ]        |
| 18.01.2025 | 17:00          | VK Ostrava                    | 2:3 (25:27, 25:19, 25:20, 17:25, 10:15) | VK Dukla Liberec              | Sportovní hala Sareza                 | 185            | [ 152 ]        |
| 18.01.2025 | 18:00          | VK Trox Příbram               | 3:0 (25:23, 25:19, 25:22)               | VSC Fatra Zlín                | Sportovní hala Příbram                | 783            | [ 153 ]        |
| 18.01.2025 | 17:00          | VK Lvi Praha                  | 3:0 (25:19, 25:20, 25:22)               | SKV Ústí nad Labem            | UNYP Arena                            | 225            | [ 154 ]        |
| 20. KOLEJKA |                |                               |                                         |                               |                                       |                |                |
| 25.01.2025 | 18:00          | VK Jihostroj České Budějovice | 3:1 (25:19, 25:16, 27:29, 25:19)        | VK Lvi Praha                  | Sportovní hala (Czeskie Budziejowice) | 1335           | [ 155 ]        |
| 25.01.2025 | 17:00          | SKV Ústí nad Labem            | 1:3 (22:25, 25:22, 21:25, 18:25)        | Aero Odolena Voda             | Sportcentrum Sluneta                  | 612            | [ 156 ]        |
| 25.01.2025 | 17:00          | VSC Fatra Zlín                | 3:2 (25:19, 21:25, 22:25, 25:21, 15:12) | VK Ostrava                    | Sportovní hala Datart                 | 375            | [ 157 ]        |
| 25.01.2025 | 18:30          | VK Dukla Liberec              | 1:3 (29:31, 25:19, 16:25, 22:25)        | VK Benátky nad Jizerou        | Sportovní hala Dukla Liberec          | 698            | [ 158 ]        |
| 25.01.2025 | 18:00          | VK ČEZ Karlovarsko            | 3:1 (23:25, 25:22, 25:13, 25:17)        | Volejbal Brno                 | Hala míčových sportů                  | 617            | [ 159 ]        |
| 25.01.2025 | 18:00          | Black Volley Beskydy          | 3:2 (28:26, 23:25, 25:22, 31:33, 15:12) | Kladno volejbal.cz            | Sportovní hala Třebovice              | 217            | [ 160 ]        |
| 21. KOLEJKA |                |                               |                                         |                               |                                       |                |                |
| 2.02.2025 | 17:00          | Black Volley Beskydy          | 0:3 (22:25, 22:25, 19:25)               | VK Jihostroj České Budějovice | Sportovní hala Třebovice              | 212            | [ 161 ]        |
| 1.02.2025 | 18:00          | Kladno volejbal.cz            | 3:2 (17:25, 19:25, 33:31, 30:28, 15:12) | VK ČEZ Karlovarsko            | Kladenská sportovní hala              | 733            | [ 162 ]        |
| 1.02.2025 | 16:00          | Volejbal Brno                 | 2:3 (22:25, 25:20, 13:25, 25:23, 16:18) | VK Dukla Liberec              | Hala míčových sportů TJ Sokol Brno I  | 420            | [ 163 ]        |
| 1.02.2025 | 18:00          | VK Benátky nad Jizerou        | 3:0 (25:14, 25:16, 25:17)               | VSC Fatra Zlín                | Dražice aréna Nibe                    | 463            | [ 164 ]        |
| 1.02.2025 | 17:00          | VK Trox Příbram               | 3:0 (25:14, 25:18, 25:18)               | SKV Ústí nad Labem            | Sportovní hala Příbram                | 781            | [ 165 ]        |
| 1.02.2025 | 18:00          | Aero Odolena Voda             | 0:3 (18:25, 17:25, 25:27)               | VK Lvi Praha                  | Sportovní hala (Odolena Voda)         | 713            | [ 166 ]        |
| 22. KOLEJKA |                |                               |                                         |                               |                                       |                |                |
| 8.02.2025 | 18:00          | VK Jihostroj České Budějovice | 3:1 (25:23, 25:21, 33:35, 25:22)        | Aero Odolena Voda             | Sportovní hala (Czeskie Budziejowice) | 1083           | [ 167 ]        |
| 9.02.2025 | 16:00          | VK Lvi Praha                  | 3:2 (21:25, 25:20, 20:25, 25:18, 15:13) | VK Trox Příbram               | UNYP Arena                            | 480            | [ 168 ]        |
| 8.02.2025 | 19:00          | SKV Ústí nad Labem            | 3:2 (25:19, 21:25, 23:25, 25:18, 15:9)  | VK Ostrava                    | Sportcentrum Sluneta                  | 371            | [ 169 ]        |
| 8.02.2025 | 17:00          | VSC Fatra Zlín                | 0:3 (15:25, 19:25, 19:25)               | Volejbal Brno                 | Sportovní hala Datart                 | 320            | [ 170 ]        |
| 8.02.2025 | 17:30          | VK Dukla Liberec              | 1:3 (22:25, 25:21, 15:25, 29:31)        | Kladno volejbal.cz            | Sportovní hala Dukla Liberec          | 692            | [ 171 ]        |
| 7.02.2025 | 12:00          | VK ČEZ Karlovarsko            | 3:0 (25:22, 25:14, 25:20)               | Black Volley Beskydy          | Hala míčových sportů                  | 1150           | [ 172 ]        |
| 23. KOLEJKA |                |                               |                                         |                               |                                       |                |                |
| 13.02.2025 | 18:00          | VK ČEZ Karlovarsko            | 3:2 (25:15, 22:25, 18:25, 25:21, 15:9)  | VK Jihostroj České Budějovice | Hala míčových sportů                  | 970            | [ 173 ]        |
| 15.02.2025 | 19:00          | Black Volley Beskydy          | 3:0 (25:20, 25:20, 25:21)               | VK Dukla Liberec              | Sportovní hala Třebovice              | 248            | [ 174 ]        |
| 15.02.2025 | 16:00          | Kladno volejbal.cz            | 3:1 (25:19, 17:25, 25:21, 25:16)        | VSC Fatra Zlín                | Kladenská sportovní hala              | 293            | [ 175 ]        |
| 15.02.2025 | 16:00          | VK Benátky nad Jizerou        | 3:0 (25:18, 25:14, 25:17)               | SKV Ústí nad Labem            | Dražice aréna Nibe                    | 396            | [ 176 ]        |
| 16.02.2025 | 17:00          | VK Ostrava                    | 1:3 (21:25, 25:23, 15:25, 21:25)        | VK Lvi Praha                  | Sportovní hala Sareza                 | 215            | [ 177 ]        |
| 15.02.2025 | 17:00          | VK Trox Příbram               | 3:0 (25:17, 25:14, 25:14)               | Aero Odolena Voda             | Sportovní hala Příbram                | 869            | [ 178 ]        |
| 24. KOLEJKA |                |                               |                                         |                               |                                       |                |                |
| 27.02.2025 | 18:00          | VK Jihostroj České Budějovice | 3:1 (25:15, 25:19, 26:28, 25:19)        | VK Trox Příbram               | Sportovní hala (Czeskie Budziejowice) | 622            | [ 179 ]        |
| 27.02.2025 | 18:00          | Aero Odolena Voda             | 3:0 (25:14, 25:20, 25:15)               | VK Ostrava                    | Sportovní hala (Odolena Voda)         | 326            | [ 180 ]        |
| 27.02.2025 | 18:30          | VK Lvi Praha                  | 3:1 (25:21, 25:21, 23:25, 25:16)        | VK Benátky nad Jizerou        | UNYP Arena                            | 320            | [ 181 ]        |
| 26.02.2025 | 16:00          | SKV Ústí nad Labem            | 3:2 (26:24, 25:23, 23:25, 20:25, 15:10) | Volejbal Brno                 | Sportcentrum Sluneta                  | 233            | [ 182 ]        |
| 27.02.2025 | 17:00          | VSC Fatra Zlín                | 3:2 (25:23, 25:21, 18:25, 27:29, 23:21) | Black Volley Beskydy          | Sportovní hala Datart                 | 327            | [ 183 ]        |
| 27.02.2025 | 18:00          | VK Dukla Liberec              | 3:1 (25:18, 25:22, 23:25, 25:19)        | VK ČEZ Karlovarsko            | Sportovní hala Dukla Liberec          | 419            | [ 184 ]        |
| 25. KOLEJKA |                |                               |                                         |                               |                                       |                |                |
| 1.03.2025 | 16:00          | VK Jihostroj České Budějovice | 3:0 (25:20, 25:23, 25:20)               | VK Dukla Liberec              | Sportovní hala (Czeskie Budziejowice) | 940            | [ 185 ]        |
| 1.03.2025 | 15:00          | VK ČEZ Karlovarsko            | 3:0 (25:13, 26:24, 25:23)               | VSC Fatra Zlín                | Hala míčových sportů                  | 740            | [ 186 ]        |
| 20.02.2025 | 18:00          | Kladno volejbal.cz            | 3:1 (25:21, 27:29, 25:12, 25:20)        | SKV Ústí nad Labem            | Kladenská sportovní hala              | 276            | [ 187 ]        |
| 1.03.2025 | 18:00          | Volejbal Brno                 | 0:3 (23:25, 20:25, 20:25)               | VK Lvi Praha                  | Hala míčových sportů TJ Sokol Brno I  | 633            | [ 188 ]        |
| 1.03.2025 | 18:00          | VK Benátky nad Jizerou        | 1:3 (27:29, 18:25, 25:22, 22:25)        | Aero Odolena Voda             | Dražice aréna Nibe                    | 451            | [ 189 ]        |
| 1.03.2025 | 17:00          | VK Ostrava                    | 1:3 (24:26, 20:25, 25:23, 22:25)        | VK Trox Příbram               | Sportovní hala Sareza                 | 225            | [ 190 ]        |
| 26. KOLEJKA |                |                               |                                         |                               |                                       |                |                |
| 8.03.2025 | 18:00          | VK Jihostroj České Budějovice | 3:0 (25:14, 25:14, 25:21)               | VK Ostrava                    | Sportovní hala (Czeskie Budziejowice) | 614            | [ 191 ]        |
| 8.03.2025 | 18:00          | VK Trox Příbram               | 1:3 (19:25, 25:17, 20:25, 24:26)        | VK Benátky nad Jizerou        | Sportovní hala Příbram                | 852            | [ 192 ]        |
| 8.03.2025 | 18:00          | Aero Odolena Voda             | 2:3 (25:23, 22:25, 21:25, 25:23, 14:16) | Volejbal Brno                 | Sportovní hala (Odolena Voda)         | 373            | [ 193 ]        |
| 8.03.2025 | 18:00          | VK Lvi Praha                  | 3:0 (26:24, 25:20, 25:20)               | Kladno volejbal.cz            | UNYP Arena                            | 750            | [ 194 ]        |
| 8.03.2025 | 18:00          | SKV Ústí nad Labem            | 3:0 (25:18, 25:18, 27:25)               | Black Volley Beskydy          | Sportcentrum Sluneta                  | 379            | [ 195 ]        |
| 8.03.2025 | 18:00          | VSC Fatra Zlín                | 3:1 (25:20, 42:40, 23:25, 25:23)        | VK Dukla Liberec              | Sportovní hala Datart                 | 270            | [ 196 ]        |
| Godziny do 27 października 2024 roku podane są według strefy czasowej UTC+2, a od 27 października 2024 roku według strefy czasowej UTC+1. Źródło: |                |                               |                                         |                               |                                       |                |                |

### Tabela
| Lp.                                                                                        | Drużyna                       | Pkt | Mecze | Mecze | Mecze | Rodzaj wyniku | Rodzaj wyniku | Rodzaj wyniku | Rodzaj wyniku | Rodzaj wyniku | Rodzaj wyniku | Sety | Sety | Sety  | Małe punkty | Małe punkty | Małe punkty |
| Lp.                                                                                        | Drużyna                       | Pkt | M     | W     | P     | 3:0           | 3:1           | 3:2           | 2:3           | 1:3           | 0:3           | wyg. | prz. | stos. | zdob.       | str.        | stos.       |
| ------------------------------------------------------------------------------------------ | ----------------------------- | --- | ----- | ----- | ----- | ------------- | ------------- | ------------- | ------------- | ------------- | ------------- | ---- | ---- | ----- | ----------- | ----------- | ----------- |
| 1                                                                                          | VK Lvi Praha                  | 65  | 24    | 22    | 2     | 12            | 8             | 2             | 1             | 1             | 0             | 69   | 18   | 3.83  | 2082        | 1761        | 1.18        |
| 2                                                                                          | VK ČEZ Karlovarsko            | 55  | 24    | 19    | 5     | 8             | 7             | 4             | 2             | 3             | 0             | 64   | 30   | 2.13  | 2193        | 1941        | 1.13        |
| 3                                                                                          | Kladno volejbal.cz            | 51  | 24    | 18    | 6     | 5             | 8             | 5             | 2             | 2             | 2             | 60   | 36   | 1.67  | 2226        | 2109        | 1.06        |
| 4                                                                                          | VK Jihostroj České Budějovice | 45  | 24    | 15    | 9     | 7             | 4             | 4             | 4             | 5             | 0             | 58   | 39   | 1.49  | 2221        | 2055        | 1.08        |
| 5                                                                                          | VK Benátky nad Jizerou        | 37  | 24    | 12    | 12    | 4             | 6             | 2             | 3             | 7             | 2             | 49   | 46   | 1.07  | 2100        | 2089        | 1.01        |
| 6                                                                                          | VK Dukla Liberec              | 34  | 24    | 11    | 13    | 5             | 2             | 4             | 5             | 4             | 4             | 47   | 49   | 0.96  | 2140        | 2120        | 1.01        |
| 7                                                                                          | Aero Odolena Voda             | 33  | 24    | 11    | 13    | 3             | 5             | 3             | 3             | 2             | 8             | 41   | 50   | 0.82  | 1978        | 2061        | 0.96        |
| 8                                                                                          | VK Trox Příbram               | 33  | 24    | 10    | 14    | 5             | 3             | 2             | 5             | 6             | 3             | 46   | 49   | 0.94  | 2109        | 2083        | 1.01        |
| 9                                                                                          | Volejbal Brno                 | 28  | 24    | 9     | 15    | 2             | 2             | 5             | 6             | 2             | 7             | 41   | 57   | 0.72  | 2082        | 2189        | 0.95        |
| 10                                                                                         | Black Volley Beskydy          | 26  | 24    | 9     | 15    | 4             | 1             | 4             | 3             | 4             | 8             | 37   | 54   | 0.69  | 1955        | 2102        | 0.93        |
| 11                                                                                         | VK Ostrava                    | 23  | 24    | 7     | 17    | 2             | 1             | 4             | 6             | 5             | 6             | 38   | 60   | 0.63  | 2036        | 2204        | 0.92        |
| 12                                                                                         | VSC Fatra Zlín                | 22  | 24    | 8     | 16    | 0             | 4             | 4             | 2             | 4             | 10            | 32   | 60   | 0.53  | 1940        | 2139        | 0.91        |
| 13                                                                                         | SKV Ústí nad Labem            | 16  | 24    | 5     | 19    | 1             | 2             | 2             | 3             | 8             | 8             | 29   | 63   | 0.46  | 1924        | 2133        | 0.9         |
| Legenda: ćwierćfinał fazy play-off runda wstępna fazy play-off mecze o miejsca 9-12 baraże |                               |     |       |       |       |               |               |               |               |               |               |      |      |       |             |             |             |

Źródło: 
Punktacja: 3:0 i 3:1 – 3 pkt; 3:2 – 2 pkt; 2:3 – 1 pkt; 1:3 i 0:3 – 0 pkt
Zasady ustalania kolejności: zob. sekcję powyżej

## Faza play-off
Godziny do 30 marca 2025 roku podane są według strefy czasowej UTC+1, a od 30 marca 2025 roku według strefy czasowej UTC+2.

### Drabinka
|  |               |                      |                  |                    |               |                  |                               |              |                               |                               |                               |              |                               |              |   |   |           |           |                    |                    |                    |                    |                    |                    |                    |        |        |        |        |        |        |        |
|  | Runda wstępna | Runda wstępna        | Runda wstępna    | Runda wstępna      | Runda wstępna |                  |                               | Ćwierćfinały | Ćwierćfinały                  | Ćwierćfinały                  | Ćwierćfinały                  | Ćwierćfinały | Ćwierćfinały                  | Ćwierćfinały |   |   | Półfinały | Półfinały | Półfinały          | Półfinały          | Półfinały          | Półfinały          | Półfinały          |                    |                    | Finały | Finały | Finały | Finały | Finały | Finały | Finały |
|  | Runda wstępna | Runda wstępna        | Runda wstępna    | Runda wstępna      | Runda wstępna |                  |                               | Ćwierćfinały | Ćwierćfinały                  | Ćwierćfinały                  | Ćwierćfinały                  | Ćwierćfinały | Ćwierćfinały                  | Ćwierćfinały |   |   | Półfinały | Półfinały | Półfinały          | Półfinały          | Półfinały          | Półfinały          | Półfinały          |                    |                    | Finały | Finały | Finały | Finały | Finały | Finały | Finały |
|  |               |                      |                  |                    |               |                  |                               |              |                               |                               |                               |              |                               |              |   |   |           |           |                    |                    |                    |                    |                    |                    |                    |        |        |        |        |        |        |        |
|  |               |                      |                  |                    |               |                  |                               |              |                               |                               |                               |              |                               |              |   |   |           |           |                    |                    |                    |                    |                    |                    |                    |        |        |        |        |        |        |        |
|  |               |                      |                  |                    |               | 1                | VK Lvi Praha                  | 3            | 3                             | 3                             |                               |              |                               |              |   |   |           |           |                    |                    |                    |                    |                    |                    |                    |        |        |        |        |        |        |        |
|  |               |                      |                  |                    |               |                  |                               | 3            | 3                             | 3                             |                               |              |                               |              |   |   |           |           |                    |                    |                    |                    |                    |                    |                    |        |        |        |        |        |        |        |
|  | 7             | Aero Odolena Voda    | 3                | 3                  |               | 9                | Volejbal Brno                 | 0            | 1                             | 1                             |                               |              |                               |              |   |   |           |           |                    |                    |                    |                    |                    |                    |                    |        |        |        |        |        |        |        |
|  | 7             | Aero Odolena Voda    | 3                | 3                  | 1             | 9                | Volejbal Brno                 | 0            | 1                             | 1                             | VK Lvi Praha                  | 3            | 3                             | 3            |   |   |           |           |                    |                    |                    |                    |                    |                    |                    |        |        |        |        |        |        |        |
|  | 10            | Black Volley Beskydy | 1                | 2                  | 1             |                  |                               |              |                               |                               |                               |              |                               | 3            |   |   |           |           |                    |                    |                    |                    |                    |                    |                    |        |        |        |        |        |        |        |
|  | 10            | Black Volley Beskydy | 1                | 2                  | 6             | VK Dukla Liberec | 0                             | 1            | 0                             |                               |                               |              |                               |              |   |   |           |           |                    |                    |                    |                    |                    |                    |                    |        |        |        |        |        |        |        |
|  |               |                      |                  |                    |               | VK Dukla Liberec | 0                             | 1            | 0                             | 2                             | VK ČEZ Karlovarsko            | 3            | 3                             | 2            | 3 |   |           |           |                    |                    |                    |                    |                    |                    |                    |        |        |        |        |        |        |        |
|  |               |                      |                  |                    |               |                  |                               |              |                               |                               |                               |              |                               |              | 3 |   |           |           |                    |                    |                    |                    |                    |                    |                    |        |        |        |        |        |        |        |
|  |               |                      |                  |                    |               | 7                | Aero Odolena Voda             | 0            | 0                             | 3                             | 2                             |              |                               |              |   |   |           |           |                    |                    |                    |                    |                    |                    |                    |        |        |        |        |        |        |        |
|  | 1             | VK Lvi Praha         | 1                | 2                  | 3             | 7                | Aero Odolena Voda             | 0            | 0                             | 3                             | 2                             | 3            | 3                             |              |   |   |           |           |                    |                    |                    |                    |                    |                    |                    |        |        |        |        |        |        |        |
|  | 1             | VK Lvi Praha         | 1                | 2                  | 3             |                  |                               |              |                               |                               |                               |              |                               |              |   |   |           |           |                    |                    |                    |                    |                    |                    |                    |        |        |        |        |        |        |        |
|  |               |                      | 2                | VK ČEZ Karlovarsko | 3             | 3                | 0                             | 0            | 0                             |                               |                               |              |                               |              |   |   |           |           |                    |                    |                    |                    |                    |                    |                    |        |        |        |        |        |        |        |
|  |               |                      |                  |                    |               | 3                | 0                             | 0            | 0                             | 3                             | Kladno volejbal.cz            | 3            | 2                             | 2            | 0 |   |           |           |                    |                    |                    |                    |                    |                    |                    |        |        |        |        |        |        |        |
|  |               |                      |                  |                    |               |                  |                               |              |                               |                               |                               |              |                               |              | 0 |   |           |           |                    |                    |                    |                    |                    |                    |                    |        |        |        |        |        |        |        |
|  | 8             | VK Trox Příbram      | 3                | 0                  | 1             | 6                | VK Dukla Liberec              | 2            | 3                             | 3                             | 0                             |              |                               |              |   |   |           |           |                    |                    |                    |                    |                    |                    |                    |        |        |        |        |        |        |        |
|  | 8             | VK Trox Příbram      | 3                | 0                  | 1             | 6                | VK Dukla Liberec              | 2            | 3                             | 3                             | 0                             | 2            | VK ČEZ Karlovarsko            | 3            | 1 | 3 | 3         |           | Mecze o 3. miejsce | Mecze o 3. miejsce | Mecze o 3. miejsce | Mecze o 3. miejsce | Mecze o 3. miejsce | Mecze o 3. miejsce | Mecze o 3. miejsce |        |        |        |        |        |        |        |
|  | 9             | Volejbal Brno        | 0                | 3                  | 3             |                  |                               |              |                               |                               |                               |              | VK ČEZ Karlovarsko            | 3            | 1 | 3 | 3         |           | Mecze o 3. miejsce | Mecze o 3. miejsce | Mecze o 3. miejsce | Mecze o 3. miejsce | Mecze o 3. miejsce | Mecze o 3. miejsce | Mecze o 3. miejsce |        |        |        |        |        |        |        |
|  | 9             | Volejbal Brno        | 0                | 3                  | 3             | 4                | VK Jihostroj České Budějovice | 0            | 3                             | 0                             | 1                             |              |                               |              |   |   |           |           |                    |                    |                    |                    |                    |                    |                    |        |        |        |        |        |        |        |
|  |               |                      |                  |                    |               | 4                | VK Jihostroj České Budějovice | 0            | 3                             | 0                             | 1                             | 4            | VK Jihostroj České Budějovice | 3            | 3 | 3 |           |           |                    |                    |                    |                    |                    |                    |                    |        |        |        |        |        |        |        |
|  |               |                      |                  |                    |               |                  |                               | 4            | VK Jihostroj České Budějovice | VK Jihostroj České Budějovice | VK Jihostroj České Budějovice | 4            | VK Jihostroj České Budějovice | 3            | 3 | 3 | 3         | 3         |                    |                    |                    |                    |                    |                    |                    |        |        |        |        |        |        |        |
|  |               |                      |                  |                    |               | 5                | VK Benátky nad Jizerou        | 4            | VK Jihostroj České Budějovice | VK Jihostroj České Budějovice | VK Jihostroj České Budějovice | 2            | 2                             | 1            |   |   | 3         | 3         |                    |                    |                    |                    |                    |                    |                    |        |        |        |        |        |        |        |
|  | 6             | VK Dukla Liberec     | VK Dukla Liberec | VK Dukla Liberec   | 2             | 5                | VK Benátky nad Jizerou        | 0            |                               |                               |                               | 2            | 2                             | 1            |   |   |           |           |                    |                    |                    |                    |                    |                    |                    |        |        |        |        |        |        |        |
|  | 6             | VK Dukla Liberec     | VK Dukla Liberec | VK Dukla Liberec   | 2             |                  |                               |              |                               |                               |                               |              |                               |              |   |   |           |           |                    |                    |                    |                    |                    |                    |                    |        |        |        |        |        |        |        |

|  |                         |                         |                         |                         |                         |                    |         |                    |                    |                    |                    |                    |
|  | Półfinały o miejsca 5-8 | Półfinały o miejsca 5-8 | Półfinały o miejsca 5-8 | Półfinały o miejsca 5-8 | Półfinały o miejsca 5-8 |                    |         | Mecze o 5. miejsce | Mecze o 5. miejsce | Mecze o 5. miejsce | Mecze o 5. miejsce | Mecze o 5. miejsce |
|  | Półfinały o miejsca 5-8 | Półfinały o miejsca 5-8 | Półfinały o miejsca 5-8 | Półfinały o miejsca 5-8 | Półfinały o miejsca 5-8 |                    |         | Mecze o 5. miejsce | Mecze o 5. miejsce | Mecze o 5. miejsce | Mecze o 5. miejsce | Mecze o 5. miejsce |
|  |                         |                         |                         |                         |                         |                    |         |                    |                    |                    |                    |                    |
|  |                         |                         |                         |                         |                         |                    |         |                    |                    |                    |                    |                    |
|  | 3                       | Kladno volejbal.cz      | 0                       | 3                       | [2]                     |                    |         |                    |                    |                    |                    |                    |
|  | 3                       | Kladno volejbal.cz      | 0                       | 3                       | [2]                     |                    |         |                    |                    |                    |                    |                    |
|  | 9                       | Volejbal Brno           | 3                       | 2                       | [4]                     |                    |         |                    |                    |                    |                    |                    |
|  | 9                       | Volejbal Brno           | 3                       | 2                       | [4]                     |                    |         | 9                  | Volejbal Brno      | 3                  | 0                  | [3] (15)           |
|  |                         |                         |                         |                         |                         |                    |         | 9                  | Volejbal Brno      | 3                  | 0                  | [3] (15)           |
|  |                         |                         | 7                       | Aero Odolena Voda       | 1                       | 3                  | [3] (8) |                    |                    |                    |                    |                    |
|  | 5                       | VK Benátky nad Jizerou  | 7                       | Aero Odolena Voda       | 1                       | 3                  | [3] (8) | 1                  | 3                  | [2]                |                    |                    |
|  | 5                       | VK Benátky nad Jizerou  |                         |                         |                         |                    |         |                    |                    | [2]                |                    |                    |
|  | 7                       | Aero Odolena Voda       | 3                       | 2                       | [4]                     |                    |         |                    |                    |                    |                    |                    |
|  | 7                       | Aero Odolena Voda       | 3                       | 2                       | [4]                     | Mecze o 7. miejsce |         |                    |                    |                    |                    |                    |
|  |                         |                         |                         |                         |                         |                    |         |                    |                    |                    |                    |                    |
|  |                         |                         |                         |                         |                         |                    |         |                    |                    |                    |                    |                    |
|  |                         |                         |                         |                         |                         |                    |         |                    |                    |                    |                    |                    |
|  | 3                       | Kladno volejbal.cz      | 3                       | 3                       | [5]                     |                    |         |                    |                    |                    |                    |                    |
|  | 3                       | Kladno volejbal.cz      | 3                       | 3                       | [5]                     |                    |         |                    |                    |                    |                    |                    |
|  | 5                       | VK Benátky nad Jizerou  | 2                       | 1                       | [1]                     |                    |         |                    |                    |                    |                    |                    |
|  | 5                       | VK Benátky nad Jizerou  | 2                       | 1                       | [1]                     |                    |         |                    |                    |                    |                    |                    |

Uwagi: W nawiasach kwadratowych podana jest liczba punktów zdobyta przez daną drużynę w dwumeczu, natomiast w nawiasach okrągłych – wynik złotego seta.

### Runda wstępna
Format: do dwóch zwycięstw
| Data                  | Godz.                 | Gospodarz             | Rezultat                               | Gość                      | Hala sportowa                 | Widzów                    | *                         |
| --------------------- | --------------------- | --------------------- | -------------------------------------- | ------------------------- | ----------------------------- | ------------------------- | ------------------------- |
| Aero Odolena Voda (7) | Aero Odolena Voda (7) | Aero Odolena Voda (7) | 2 – 0                                  | (10) Black Volley Beskydy | (10) Black Volley Beskydy     | (10) Black Volley Beskydy | (10) Black Volley Beskydy |
| 12.03.2025            | 18:00                 | Aero Odolena Voda     | 3:1 (25:21, 25:15, 20:25, 25:17)       | Black Volley Beskydy      | Sportovní hala (Odolena Voda) | 413                       | [ 199 ]                   |
| 15.03.2025            | 18:00                 | Black Volley Beskydy  | 2:3 (22:25, 25:22, 25:23, 18:25, 8:15) | Aero Odolena Voda         | Sportovní hala Třebovice      | 234                       | [ 200 ]                   |
| VK Trox Příbram (8)   | VK Trox Příbram (8)   | VK Trox Příbram (8)   | 1 – 2                                  | (9) Volejbal Brno         | (9) Volejbal Brno             | (9) Volejbal Brno         | (9) Volejbal Brno         |
| 12.03.2025            | 18:00                 | VK Trox Příbram       | 3:0 (26:24, 25:20, 25:18)              | Volejbal Brno             | Sportovní hala Příbram        | 611                       | [ 201 ]                   |
| 15.03.2025            | 18:30                 | Volejbal Brno         | 3:0 (25:23, 25:15, 27:25)              | VK Trox Příbram           | Starez Aréna Vodova           | 515                       | [ 202 ]                   |
| 18.03.2025            | 18:00                 | VK Trox Příbram       | 1:3 (26:24, 23:25, 22:25, 19:25)       | Volejbal Brno             | Sportovní hala Příbram        | 605                       | [ 203 ]                   |
| Źródło:               |                       |                       |                                        |                           |                               |                           |                           |

### Ćwierćfinały
Format: do trzech zwycięstw
| Data                              | Godz.                             | Gospodarz                         | Rezultat                                | Gość                          | Hala sportowa                         | Widzów                     | *                          |
| --------------------------------- | --------------------------------- | --------------------------------- | --------------------------------------- | ----------------------------- | ------------------------------------- | -------------------------- | -------------------------- |
| VK Lvi Praha (1)                  | VK Lvi Praha (1)                  | VK Lvi Praha (1)                  | 3 – 0                                   | (9) Volejbal Brno             | (9) Volejbal Brno                     | (9) Volejbal Brno          | (9) Volejbal Brno          |
| 23.03.2025                        | 17:00                             | VK Lvi Praha                      | 3:0 (25:23, 25:16, 25:16)               | Volejbal Brno                 | UNYP Arena                            | 920                        | [ 205 ]                    |
| 26.03.2025                        | 18:00                             | Volejbal Brno                     | 1:3 (25:19, 30:32, 18:25, 22:25)        | VK Lvi Praha                  | Hala míčových sportů TJ Sokol Brno I  | 917                        | [ 206 ]                    |
| 29.03.2025                        | 15:00                             | VK Lvi Praha                      | 3:1 (25:17, 19:25, 25:14, 25:13)        | Volejbal Brno                 | UNYP Arena                            | 650                        | [ 207 ]                    |
| VK ČEZ Karlovarsko (2)            | VK ČEZ Karlovarsko (2)            | VK ČEZ Karlovarsko (2)            | 3 – 1                                   | (7) Aero Odolena Voda         | (7) Aero Odolena Voda                 | (7) Aero Odolena Voda      | (7) Aero Odolena Voda      |
| 23.03.2025                        | 16:00                             | VK ČEZ Karlovarsko                | 3:0 (25:22, 25:19, 25:23)               | Aero Odolena Voda             | Hala míčových sportů                  | 965                        | [ 208 ]                    |
| 26.03.2025                        | 18:00                             | Aero Odolena Voda                 | 0:3 (20:25, 24:26, 17:25)               | VK ČEZ Karlovarsko            | Sportovní hala (Odolena Voda)         | 474                        | [ 209 ]                    |
| 29.03.2025                        | 18:00                             | VK ČEZ Karlovarsko                | 2:3 (15:25, 25:23, 26:24, 20:25, 13:15) | Aero Odolena Voda             | Hala míčových sportů                  | 938                        | [ 210 ]                    |
| 1.04.2025                         | 18:00                             | Aero Odolena Voda                 | 2:3 (25:23, 16:25, 25:19, 19:25, 13:15) | VK ČEZ Karlovarsko            | Sportovní hala (Odolena Voda)         | 778                        | [ 211 ]                    |
| Kladno volejbal.cz (3)            | Kladno volejbal.cz (3)            | Kladno volejbal.cz (3)            | 1 – 3                                   | (6) VK Dukla Liberec          | (6) VK Dukla Liberec                  | (6) VK Dukla Liberec       | (6) VK Dukla Liberec       |
| 22.03.2025                        | 18:00                             | Kladno volejbal.cz                | 3:2 (22:25, 25:18, 15:25, 25:21, 15:13) | VK Dukla Liberec              | Kladenská sportovní hala              | 582                        | [ 212 ]                    |
| 25.03.2025                        | 17:30                             | VK Dukla Liberec                  | 3:2 (25:27, 25:21, 25:19, 23:25, 17:15) | Kladno volejbal.cz            | Sportovní hala Dukla Liberec          | 515                        | [ 213 ]                    |
| 28.03.2025                        | 18:00                             | Kladno volejbal.cz                | 2:3 (20:25, 25:17, 25:17, 22:25, 16:18) | VK Dukla Liberec              | Kladenská sportovní hala              | 765                        | [ 214 ]                    |
| 31.03.2025                        | 20:00                             | VK Dukla Liberec                  | 3:0 (25:22, 25:18, 25:23)               | Kladno volejbal.cz            | Sportovní hala Dukla Liberec          | 630                        | [ 215 ]                    |
| VK Jihostroj České Budějovice (4) | VK Jihostroj České Budějovice (4) | VK Jihostroj České Budějovice (4) | 3 – 0                                   | (5) VK Benátky nad Jizerou    | (5) VK Benátky nad Jizerou            | (5) VK Benátky nad Jizerou | (5) VK Benátky nad Jizerou |
| 22.03.2025                        | 16:00                             | VK Jihostroj České Budějovice     | 3:2 (22:25, 25:23, 25:18, 20:25, 15:10) | VK Benátky nad Jizerou        | Sportovní hala (Czeskie Budziejowice) | 1345                       | [ 216 ]                    |
| 24.03.2025                        | 18:30                             | VK Benátky nad Jizerou            | 2:3 (11:25, 22:25, 25:19, 25:23, 10:15) | VK Jihostroj České Budějovice | Dražice aréna Nibe                    | 650                        | [ 217 ]                    |
| 28.03.2025                        | 18:00                             | VK Jihostroj České Budějovice     | 3:1 (25:14, 23:25, 25:21, 25:19)        | VK Benátky nad Jizerou        | Sportovní hala (Czeskie Budziejowice) | 1674                       | [ 218 ]                    |
| Źródło:                           |                                   |                                   |                                         |                               |                                       |                            |                            |

### Mecze o miejsca 5-8
Format: dwumecz z ewentualnym złotym setem
Punktacja: 3:0 i 3:1 – 3 pkt; 3:2 – 2 pkt; 2:3 – 1 pkt; 1:3 i 0:3 – 0 pkt

#### Półfinały o miejsca 5-8
| Data                       | Godz.                      | Gospodarz                  | Rezultat                                | Gość                   | Hala sportowa                        | Widzów                | *                     |
| -------------------------- | -------------------------- | -------------------------- | --------------------------------------- | ---------------------- | ------------------------------------ | --------------------- | --------------------- |
| Kladno volejbal.cz (3)     | Kladno volejbal.cz (3)     | Kladno volejbal.cz (3)     | 2 – 4                                   | (9) Volejbal Brno      | (9) Volejbal Brno                    | (9) Volejbal Brno     | (9) Volejbal Brno     |
| 6.04.2025                  | 18:00                      | Volejbal Brno              | 3:0 (25:19, 25:20, 25:21)               | Kladno volejbal.cz     | Hala míčových sportů TJ Sokol Brno I | 405                   | [ 219 ]               |
| 9.04.2025                  | 18:00                      | Kladno volejbal.cz         | 3:2 (20:25, 21:25, 25:19, 29:27, 16:14) | Volejbal Brno          | Kladenská sportovní hala             | 176                   | [ 220 ]               |
| VK Benátky nad Jizerou (5) | VK Benátky nad Jizerou (5) | VK Benátky nad Jizerou (5) | 2 – 4                                   | (7) Aero Odolena Voda  | (7) Aero Odolena Voda                | (7) Aero Odolena Voda | (7) Aero Odolena Voda |
| 7.04.2025                  | 18:00                      | Aero Odolena Voda          | 3:1 (24:26, 25:23, 25:14, 25:21)        | VK Benátky nad Jizerou | Sportovní hala (Odolena Voda)        | 313                   | [ 221 ]               |
| 10.04.2025                 | 18:00                      | VK Benátky nad Jizerou     | 3:2 (25:15, 25:17, 21:25, 23:25, 16:14) | Aero Odolena Voda      | Dražice aréna Nibe                   | 320                   | [ 222 ]               |
| Źródło:                    |                            |                            |                                         |                        |                                      |                       |                       |

#### Mecze o 7. miejsce
| Data                   | Godz.                  | Gospodarz              | Rezultat                                | Gość                       | Hala sportowa              | Widzów                     | *                          |
| ---------------------- | ---------------------- | ---------------------- | --------------------------------------- | -------------------------- | -------------------------- | -------------------------- | -------------------------- |
| Kladno volejbal.cz (3) | Kladno volejbal.cz (3) | Kladno volejbal.cz (3) | 5 – 1                                   | (5) VK Benátky nad Jizerou | (5) VK Benátky nad Jizerou | (5) VK Benátky nad Jizerou | (5) VK Benátky nad Jizerou |
| 14.04.2025             | 18:00                  | VK Benátky nad Jizerou | 2:3 (22:25, 25:22, 17:25, 25:18, 11:15) | Kladno volejbal.cz         | Dražice aréna Nibe         | 210                        | [ 223 ]                    |
| 17.04.2025             | 18:00                  | Kladno volejbal.cz     | 3:1 (25:23, 21:25, 25:19, 25:22)        | VK Benátky nad Jizerou     | Kladenská sportovní hala   | 140                        | [ 224 ]                    |
| Źródło:                |                        |                        |                                         |                            |                            |                            |                            |

#### Mecze o 5. miejsce
| Data                  | Godz.                 | Gospodarz             | Rezultat                         | Gość              | Hala sportowa                        | Widzów            | *                 |
| --------------------- | --------------------- | --------------------- | -------------------------------- | ----------------- | ------------------------------------ | ----------------- | ----------------- |
| Aero Odolena Voda (7) | Aero Odolena Voda (7) | Aero Odolena Voda (7) | 3 – 3                            | (9) Volejbal Brno | (9) Volejbal Brno                    | (9) Volejbal Brno | (9) Volejbal Brno |
| 14.04.2025            | 18:00                 | Volejbal Brno         | 3:1 (25:15, 25:19, 20:25, 25:15) | Aero Odolena Voda | Hala míčových sportů TJ Sokol Brno I | 380               | [ 225 ]           |
| 17.04.2025            | 17:00                 | Aero Odolena Voda     | 3:0 (25:23, 25:22, 25:21)        | Volejbal Brno     | Sportovní hala (Odolena Voda)        | 274               | [ 226 ]           |
|                       |                       | Aero Odolena Voda     | złoty set: 8:15                  | Volejbal Brno     |                                      |                   |                   |
| Źródło:               |                       |                       |                                  |                   |                                      |                   |                   |

### Półfinały
Format: do trzech zwycięstw
| Data                   | Godz.                  | Gospodarz                     | Rezultat                         | Gość                              | Hala sportowa                         | Widzów                            | *                                 |
| ---------------------- | ---------------------- | ----------------------------- | -------------------------------- | --------------------------------- | ------------------------------------- | --------------------------------- | --------------------------------- |
| VK Lvi Praha (1)       | VK Lvi Praha (1)       | VK Lvi Praha (1)              | 3 – 0                            | (6) VK Dukla Liberec              | (6) VK Dukla Liberec                  | (6) VK Dukla Liberec              | (6) VK Dukla Liberec              |
| 6.04.2025              | 18:00                  | VK Lvi Praha                  | 3:0 (25:22, 25:18, 25:16)        | VK Dukla Liberec                  | UNYP Arena                            | 1070                              | [ 227 ]                           |
| 9.04.2025              | 18:00                  | VK Dukla Liberec              | 1:3 (21:25, 19:25, 27:25, 18:25) | VK Lvi Praha                      | Sportovní hala Dukla Liberec          | 788                               | [ 228 ]                           |
| 12.04.2025             | 14:30                  | VK Lvi Praha                  | 3:0 (25:23, 30:28, 25:14)        | VK Dukla Liberec                  | UNYP Arena                            | 850                               | [ 229 ]                           |
| VK ČEZ Karlovarsko (2) | VK ČEZ Karlovarsko (2) | VK ČEZ Karlovarsko (2)        | 3 – 1                            | (4) VK Jihostroj České Budějovice | (4) VK Jihostroj České Budějovice     | (4) VK Jihostroj České Budějovice | (4) VK Jihostroj České Budějovice |
| 7.04.2025              | 18:00                  | VK ČEZ Karlovarsko            | 3:0 (25:19, 25:15, 25:19)        | VK Jihostroj České Budějovice     | Hala míčových sportů                  | 1035                              | [ 230 ]                           |
| 10.04.2025             | 18:00                  | VK Jihostroj České Budějovice | 3:1 (25:23, 25:19, 20:25, 26:24) | VK ČEZ Karlovarsko                | Sportovní hala (Czeskie Budziejowice) | 1713                              | [ 231 ]                           |
| 13.04.2025             | 14:30                  | VK ČEZ Karlovarsko            | 3:0 (25:22, 26:24, 25:16)        | VK Jihostroj České Budějovice     | Hala míčových sportů                  | 982                               | [ 232 ]                           |
| 16.04.2025             | 18:00                  | VK Jihostroj České Budějovice | 1:3 (25:18, 20:25, 16:25, 10:25) | VK ČEZ Karlovarsko                | Sportovní hala (Czeskie Budziejowice) | 1903                              | [ 233 ]                           |
| Źródło:                |                        |                               |                                  |                                   |                                       |                                   |                                   |

### Mecze o 3. miejsce
Format: do dwóch zwycięstw
| Data                              | Godz.                             | Gospodarz                         | Rezultat                                | Gość                          | Hala sportowa                         | Widzów               | *                    |
| --------------------------------- | --------------------------------- | --------------------------------- | --------------------------------------- | ----------------------------- | ------------------------------------- | -------------------- | -------------------- |
| VK Jihostroj České Budějovice (4) | VK Jihostroj České Budějovice (4) | VK Jihostroj České Budějovice (4) | 2 – 0                                   | (6) VK Dukla Liberec          | (6) VK Dukla Liberec                  | (6) VK Dukla Liberec | (6) VK Dukla Liberec |
| 22.04.2025                        | 18:00                             | VK Jihostroj České Budějovice     | 3:2 (22:25, 25:21, 25:20, 21:25, 18:16) | VK Dukla Liberec              | Sportovní hala (Czeskie Budziejowice) | 956                  | [ 234 ]              |
| 25.04.2025                        | 18:00                             | VK Dukla Liberec                  | 0:3 (21:25, 24:26, 22:25)               | VK Jihostroj České Budějovice | Sportovní hala Dukla Liberec          | 717                  | [ 235 ]              |
| Źródło:                           |                                   |                                   |                                         |                               |                                       |                      |                      |

### Finały
Format: do trzech zwycięstw
| Data             | Godz.            | Gospodarz          | Rezultat                                | Gość                   | Hala sportowa          | Widzów                 | *                      |
| ---------------- | ---------------- | ------------------ | --------------------------------------- | ---------------------- | ---------------------- | ---------------------- | ---------------------- |
| VK Lvi Praha (1) | VK Lvi Praha (1) | VK Lvi Praha (1)   | 3 – 2                                   | (2) VK ČEZ Karlovarsko | (2) VK ČEZ Karlovarsko | (2) VK ČEZ Karlovarsko | (2) VK ČEZ Karlovarsko |
| 23.04.2025       | 19:00            | VK Lvi Praha       | 1:3 (31:33, 29:27, 20:25, 22:25)        | VK ČEZ Karlovarsko     | UNYP Arena             | 1760                   | [ 236 ]                |
| 25.04.2025       | 18:00            | VK ČEZ Karlovarsko | 3:2 (19:25, 25:21, 31:33, 25:23, 15:10) | VK Lvi Praha           | Hala míčových sportů   | 1150                   | [ 237 ]                |
| 29.04.2025       | 19:00            | VK Lvi Praha       | 3:0 (26:24, 25:20, 25:23)               | VK ČEZ Karlovarsko     | UNYP Arena             | 2221                   | [ 238 ]                |
| 2.05.2025        | 18:00            | VK ČEZ Karlovarsko | 0:3 (16:25, 16:25, 20:25)               | VK Lvi Praha           | Hala míčových sportů   | 1200                   | [ 239 ]                |
| 4.05.2025        | 19:30            | VK Lvi Praha       | 3:0 (27:25, 25:20, 34:32)               | VK ČEZ Karlovarsko     | UNYP Arena             | 2320                   | [ 240 ]                |
| Źródło:          |                  |                    |                                         |                        |                        |                        |                        |

## Faza play-down
Godziny do 30 marca 2025 roku podane są według strefy czasowej UTC+1, a od 30 marca 2025 roku według strefy czasowej UTC+2.
Format: dwumecz z ewentualnym złotym setem
Punktacja: 3:0 i 3:1 – 3 pkt; 3:2 – 2 pkt; 2:3 – 1 pkt; 1:3 i 0:3 – 0 pkt

### Drabinka
|  |                          |                          |                          |                          |                          |                     |     |                    |                    |                    |                    |                    |
|  | Półfinały o miejsca 9-12 | Półfinały o miejsca 9-12 | Półfinały o miejsca 9-12 | Półfinały o miejsca 9-12 | Półfinały o miejsca 9-12 |                     |     | Mecze o 9. miejsce | Mecze o 9. miejsce | Mecze o 9. miejsce | Mecze o 9. miejsce | Mecze o 9. miejsce |
|  | Półfinały o miejsca 9-12 | Półfinały o miejsca 9-12 | Półfinały o miejsca 9-12 | Półfinały o miejsca 9-12 | Półfinały o miejsca 9-12 |                     |     | Mecze o 9. miejsce | Mecze o 9. miejsce | Mecze o 9. miejsce | Mecze o 9. miejsce | Mecze o 9. miejsce |
|  |                          |                          |                          |                          |                          |                     |     |                    |                    |                    |                    |                    |
|  |                          |                          |                          |                          |                          |                     |     |                    |                    |                    |                    |                    |
|  | 8                        | VK Trox Příbram          | 3                        | 3                        | [6]                      |                     |     |                    |                    |                    |                    |                    |
|  | 8                        | VK Trox Příbram          | 3                        | 3                        | [6]                      |                     |     |                    |                    |                    |                    |                    |
|  | 12                       | VSC Fatra Zlín           | 1                        | 0                        | [0]                      |                     |     |                    |                    |                    |                    |                    |
|  | 12                       | VSC Fatra Zlín           | 1                        | 0                        | [0]                      |                     |     | 8                  | VK Trox Příbram    | 3                  | 3                  | [6]                |
|  |                          |                          |                          |                          |                          |                     |     | 8                  | VK Trox Příbram    | 3                  | 3                  | [6]                |
|  |                          |                          | 11                       | VK Ostrava               | 1                        | 0                   | [0] |                    |                    |                    |                    |                    |
|  | 10                       | Black Volley Beskydy     | 11                       | VK Ostrava               | 1                        | 0                   | [0] | 1                  | 0                  | [0]                |                    |                    |
|  | 10                       | Black Volley Beskydy     |                          |                          |                          |                     |     |                    |                    | [0]                |                    |                    |
|  | 11                       | VK Ostrava               | 3                        | 3                        | [6]                      |                     |     |                    |                    |                    |                    |                    |
|  | 11                       | VK Ostrava               | 3                        | 3                        | [6]                      | Mecze o 11. miejsce |     |                    |                    |                    |                    |                    |
|  |                          |                          |                          |                          |                          |                     |     |                    |                    |                    |                    |                    |
|  |                          |                          |                          |                          |                          |                     |     |                    |                    |                    |                    |                    |
|  |                          |                          |                          |                          |                          |                     |     |                    |                    |                    |                    |                    |
|  | 10                       | Black Volley Beskydy     | 0                        | 3                        | [3] (15)                 |                     |     |                    |                    |                    |                    |                    |
|  | 10                       | Black Volley Beskydy     | 0                        | 3                        | [3] (15)                 |                     |     |                    |                    |                    |                    |                    |
|  | 12                       | VSC Fatra Zlín           | 3                        | 0                        | [3] (12)                 |                     |     |                    |                    |                    |                    |                    |
|  | 12                       | VSC Fatra Zlín           | 3                        | 0                        | [3] (12)                 |                     |     |                    |                    |                    |                    |                    |

Uwagi: W nawiasach kwadratowych podana jest liczba punktów zdobyta przez daną drużynę w dwumeczu, natomiast w nawiasach okrągłych – wynik złotego seta.

### Półfinały o miejsca 9-12
| Data                      | Godz.                     | Gospodarz                 | Rezultat                         | Gość                 | Hala sportowa            | Widzów              | *                   |
| ------------------------- | ------------------------- | ------------------------- | -------------------------------- | -------------------- | ------------------------ | ------------------- | ------------------- |
| VK Trox Příbram (8)       | VK Trox Příbram (8)       | VK Trox Příbram (8)       | 6 – 0                            | (12) VSC Fatra Zlín  | (12) VSC Fatra Zlín      | (12) VSC Fatra Zlín | (12) VSC Fatra Zlín |
| 24.03.2025                | 17:00                     | VSC Fatra Zlín            | 1:3 (22:25, 25:21, 19:25, 13:25) | VK Trox Příbram      | Sportovní hala Datart    | 207                 | [ 241 ]             |
| 27.03.2025                | 18:00                     | VK Trox Příbram           | 3:0 (27:25, 31:29, 25:22)        | VSC Fatra Zlín       | Sportovní hala Příbram   | 308                 | [ 242 ]             |
| Black Volley Beskydy (10) | Black Volley Beskydy (10) | Black Volley Beskydy (10) | 0 – 6                            | (11) VK Ostrava      | (11) VK Ostrava          | (11) VK Ostrava     | (11) VK Ostrava     |
| 24.03.2025                | 17:00                     | VK Ostrava                | 3:1 (25:19, 25:18, 21:25, 25:21) | Black Volley Beskydy | Sportovní hala Sareza    | 190                 | [ 243 ]             |
| 27.03.2025                | 17:00                     | Black Volley Beskydy      | 0:3 (27:29, 18:25, 21:25)        | VK Ostrava           | Sportovní hala Třebovice | 205                 | [ 244 ]             |
| Źródło:                   |                           |                           |                                  |                      |                          |                     |                     |

### Mecze o 11. miejsce
| Data                      | Godz.                     | Gospodarz                 | Rezultat                  | Gość                 | Hala sportowa            | Widzów              | *                   |
| ------------------------- | ------------------------- | ------------------------- | ------------------------- | -------------------- | ------------------------ | ------------------- | ------------------- |
| Black Volley Beskydy (10) | Black Volley Beskydy (10) | Black Volley Beskydy (10) | 3 – 3                     | (12) VSC Fatra Zlín  | (12) VSC Fatra Zlín      | (12) VSC Fatra Zlín | (12) VSC Fatra Zlín |
| 2.04.2025                 | 17:00                     | VSC Fatra Zlín            | 3:0 (25:18, 25:23, 25:13) | Black Volley Beskydy | Sportovní hala Datart    | 172                 | [ 245 ]             |
| 5.04.2025                 | 19:00                     | Black Volley Beskydy      | 3:0 (29:27, 25:18, 25:17) | VSC Fatra Zlín       | Sportovní hala Třebovice | 201                 | [ 246 ]             |
|                           |                           | Black Volley Beskydy      | złoty set: 15:12          | VSC Fatra Zlín       |                          |                     |                     |
| Źródło:                   |                           |                           |                           |                      |                          |                     |                     |

### Mecze o 9. miejsce
| Data                | Godz.               | Gospodarz           | Rezultat                         | Gość            | Hala sportowa          | Widzów          | *               |
| ------------------- | ------------------- | ------------------- | -------------------------------- | --------------- | ---------------------- | --------------- | --------------- |
| VK Trox Příbram (8) | VK Trox Příbram (8) | VK Trox Příbram (8) | 6 – 0                            | (11) VK Ostrava | (11) VK Ostrava        | (11) VK Ostrava | (11) VK Ostrava |
| 3.04.2025           | 17:00               | VK Ostrava          | 1:3 (20:25, 25:19, 22:25, 17:25) | VK Trox Příbram | Sportovní hala Sareza  | 115             | [ 247 ]         |
| 5.04.2025           | 18:00               | VK Trox Příbram     | 3:0 (25:15, 25:15, 25:22)        | VK Ostrava      | Sportovní hala Příbram | 480             | [ 248 ]         |
| Źródło:             |                     |                     |                                  |                 |                        |                 |                 |

## Klasyfikacja końcowa
| Poz. | Drużyna                       | Uwagi                              |
| 1.   | VK Lvi Praha                  | prawo udziału w Lidze Mistrzów     |
| 2.   | VK ČEZ Karlovarsko            | prawo udziału w Pucharze CEV       |
| 3.   | VK Jihostroj České Budějovice | prawo udziału w Pucharze CEV       |
| 4.   | VK Dukla Liberec              | prawo udziału w Pucharze Challenge |
| 5.   | Volejbal Brno                 | prawo udziału w Pucharze Challenge |
| 6.   | Aero Odolena Voda             |                                    |
| 7.   | Kladno volejbal.cz            |                                    |
| 8.   | VK Benátky nad Jizerou        |                                    |
| 9.   | VK Trox Příbram               |                                    |
| 10.  | VK Ostrava                    |                                    |
| 11.  | Black Volley Beskydy          |                                    |
| 12.  | VSC Fatra Zlín                |                                    |
| 13.  | SKV Ústí nad Labem            | baraże                             |

## Baraże
Godziny podane są według strefy czasowej UTC+2.

Format: do trzech zwycięstw
| Data               | Godz.              | Gospodarz             | Rezultat                         | Gość                  | Hala sportowa         | Widzów                | *                     |
| ------------------ | ------------------ | --------------------- | -------------------------------- | --------------------- | --------------------- | --------------------- | --------------------- |
| SKV Ústí nad Labem | SKV Ústí nad Labem | SKV Ústí nad Labem    | 3 – 0                            | TJ Sokol Dobřichovice | TJ Sokol Dobřichovice | TJ Sokol Dobřichovice | TJ Sokol Dobřichovice |
| 4.04.2025          | 19:00              | SKV Ústí nad Labem    | 3:0 (25:16, 25:13, 25:18)        | TJ Sokol Dobřichovice | Sportcentrum Sluneta  | 356                   | [ 249 ]               |
| 5.04.2025          | 17:00              | SKV Ústí nad Labem    | 3:0 (25:20, 25:20, 25:22)        | TJ Sokol Dobřichovice | Sportcentrum Sluneta  | 326                   | [ 250 ]               |
| 11.04.2025         | 19:00              | TJ Sokol Dobřichovice | 1:3 (21:25, 23:25, 25:22, 20:25) | SKV Ústí nad Labem    | Sportovní hala Bios   | 45                    | [ 251 ]               |
| Źródło:            |                    |                       |                                  |                       |                       |                       |                       |